# Dunaújváros
Dunaújváros (ókori római nevén: Intercisa, németül: Neustadt an der Donau, szerbül: Pantelija, 1951 előtt: Pentele, Dunapentele, 1951–1961 között: Sztálinváros) megyei jogú város a Közép-Dunántúl régióban, Fejér vármegye délkeleti részén, a Duna jobb partján. A Dunaújvárosi járás székhelye, a megye második legnépesebb települése Székesfehérvár után. Magyarország egyik legmagasabb jövedelmű települése, jelentős gazdasági, kulturális és sportközpont, valamint egyetemváros. 5267 hektáros kiterjedésével Magyarország legkisebb közigazgatási területű megyei jogú városa.
Az ókorban a területén feküdt a rómaiak Intercisa nevű fontos katonatelepülése. Pentelét, az újkortól jelentős mezővárost az 1950-es évektől fejlesztették iparvárossá. Egységes, ám mégis sokszínű, szocreál és szocmodern stílusú, parkokkal rendkívül gazdagon tarkított városképe kiemelkedő építészeti és várostervezési értéket képvisel.

## Fekvése
A Közép-Mezőföld keleti szélén helyezkedik el, a Duna jobb partján, Budapesttől 67 kilométerre, Fejér, Bács-Kiskun és Tolna vármegye hármashatárának közelében. A Felsőfoki-, az Alsófoki- és Lebuki-patakok a Mezőföld löszös peremére vájt sekély völgyeikkel három nagyobb részre tagolják a várost. Északon a patakok szabdalta mélyebben fekvő részen helyezkedik el Dunaújváros óvárosa, a Pentele városrész, mely a hajdani Dunapentele évszázadok óta beépített belterületi részét jelenti. Az Óvárostól délre épült fel az 1950-es években – Dunapentele közigazgatási területén – a magasan az Óváros fölé emelkedő Pentelei-fennsíkon az ún. Újváros („az első szocialista város”), amely azonban sohasem különült el Dunapentelétől, mindvégig egy közigazgatási egységet képeztek. A várostól délre épült a Dunai Vasmű, amelyet jelentős véderdők választanak el a várostól. A város a tengerszinttől 116 méter feletti magasságban fekszik, keleten a Duna mintegy 10 kilométeres szakaszon határolja, nyugatról pedig a Mezőföld szelíd dombvidéke övezi.
Városrészek (északról délre):
- Északi Ipari Park
- Táborállás
- Szalki-sziget
- Óváros
- Újpentele
- Újtelep
- Római városrész
- Felső-Dunapart
- Béke városrész
- Kertváros
- Technikum városrész
- Dózsa városrész
- Belváros
- Dunasor
- Barátság városrész
- Dunaferr
- Déli Ipari Park

## Története

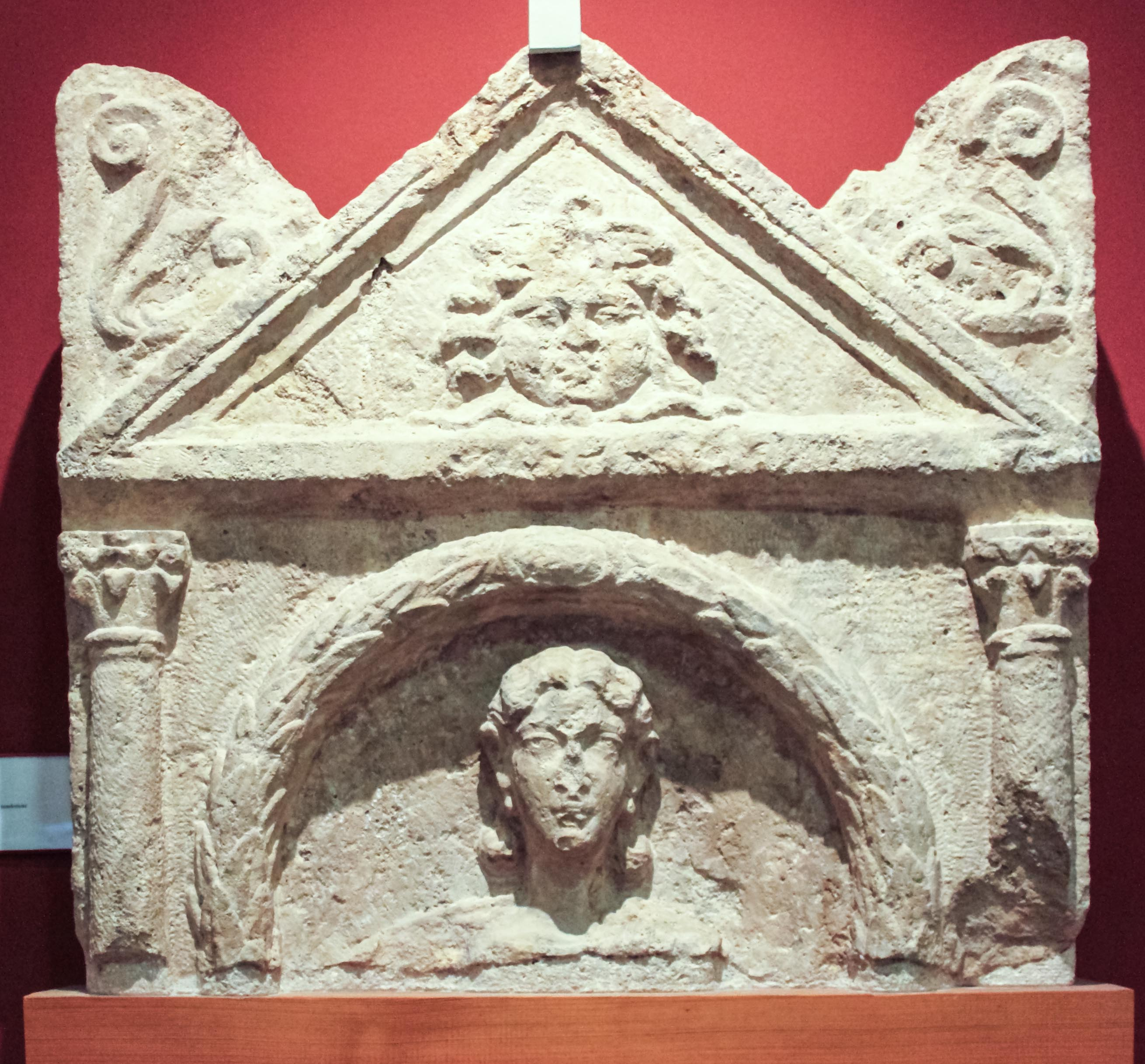
„Intercisa szépe” – az egykori dunapentelei szőlőkben talált római sírkő-töredék az i.sz. 3. századból

A feltárt leletek is bizonyítják, már az őskorban is lakott volt ez a terület. Az első jelentős település, amely mintegy hét évszázadon át virágzott, a bronzkorban alakult ki. 
Intercisa néven ismert a római korban, amelyből hatalmas tárgyi leletanyag maradt fenn, amelyek arról árulkodnak, hogy az itt létesült római katonai tábor a hozzá kapcsolódó polgárvárossal jelentős szerepet játszott a Római Birodalom Pannonia provinciabeli keleti határának, limesének a barbár támadások elleni védelmében. A honfoglaló magyarok a 10. század elején telepedtek meg a térségben. A későbbi korból származó ásatások tárták fel a Dunaújváros elődjének tekinthető, már az Árpád-korban is létező, máig fennálló Pentelét, amely egy középkori görög szentről, Szent Pantaleonról, pontosabban az egykori Duna-szigeti (a mai Szalki-sziget elődje) Szent Pantaleon-apátság védőszentje után kapta a nevét.
A falu 1541-től 1688-ig volt török uralom alatt, a tizenöt éves háború alatt pedig a lakosság teljesen kipusztult. A 17. században a törökök palánkvárat építettek a falu (mezőváros) magját jelentő Rácdombon. A török uralom alóli felszabadulás után – több Duna menti településhez hasonlóan – a magyar lakosságot rácok váltották fel. Amikor pedig a Duna menti községek jobbágyai megtagadták a labancoknak a szolgálatot, Pentele is német megszállás alá került, és újból elnéptelenedett.
A pentelei rác lakosság részt vett a Rákóczi-szabadságharcban, amelynek leverése után a falu újra kiürült volna, ha nem hoznak magyar telepeseket a községbe. Ezt követően azonban a település fejlődésnek indult. Az 1831. évi kolerajárvány után a jobbágyok helyzetének romlása ugyan lázadáshoz vezetett – ennek vezetője Szórád Márton csizmadiamester volt –, ám közben, 1830-ban, a község jogot szerzett évente négy országos és hetente két hetivásár tartására. Megyei vizsgálat után az uralkodó, a későbbi palotapuccsal megbuktatott „jóságos” V. Ferdinánd 1833-ban (ismét) mezővárosi rangot adott Pentelének.
Az 1848–49-es szabadságharc idején a város népe Kossuth zászlaja alatt harcolt: a „nemzeti őrsereg” 1848. május 28-án befejezett összeírása szerint a nemzetőrségnek 237 tagja lett (fegyvergyakorlatra alkalmas közülük 223 személy); a szabadságharc idején a nemzetőrök és a népfelkelők felügyelték a dunai átkelőt és a Buda–Eszék út pentelei szakaszát. A szabadságharc bukása után letartóztatták Téglás János bírót, és bebörtönözték a város forradalmi szemléletű jegyzőjét, Varga Mihályt. A lakosság nagy része mezőgazdasági bérmunkássorba kényszerült. A kiegyezést követő közigazgatási változások során, 1870-ben, Dunapentelét a nagyközségek közé sorolták. Ekkor költözött véglegesen Pentelére a település szellemi arculatának korabeli legjelentősebb formálója, Rosti Pál világutazó, útikönyvíró, földrajz- és néprajztudós, az első magyar fotográfusok egyike. A Pesten született tudós fotográfust a pentelei római katolikus temetőben helyezték örök nyugalomra. A település másik – itt született – híres személyisége Pentelei Molnár János festőművész (1878–1924).
A település a második világháború alatt bombakárokat szenvedett.

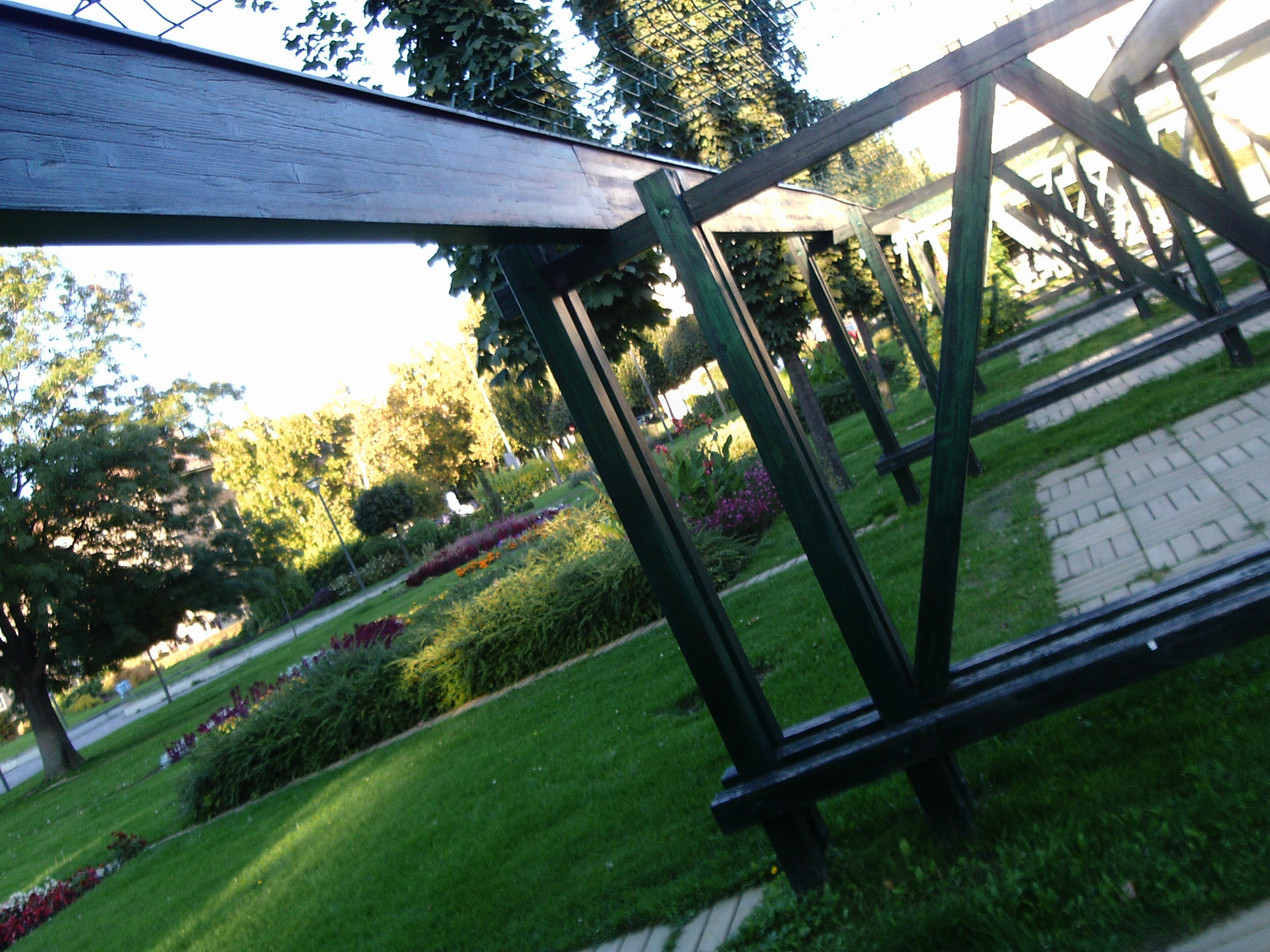
Dunaújváros 2013-ban

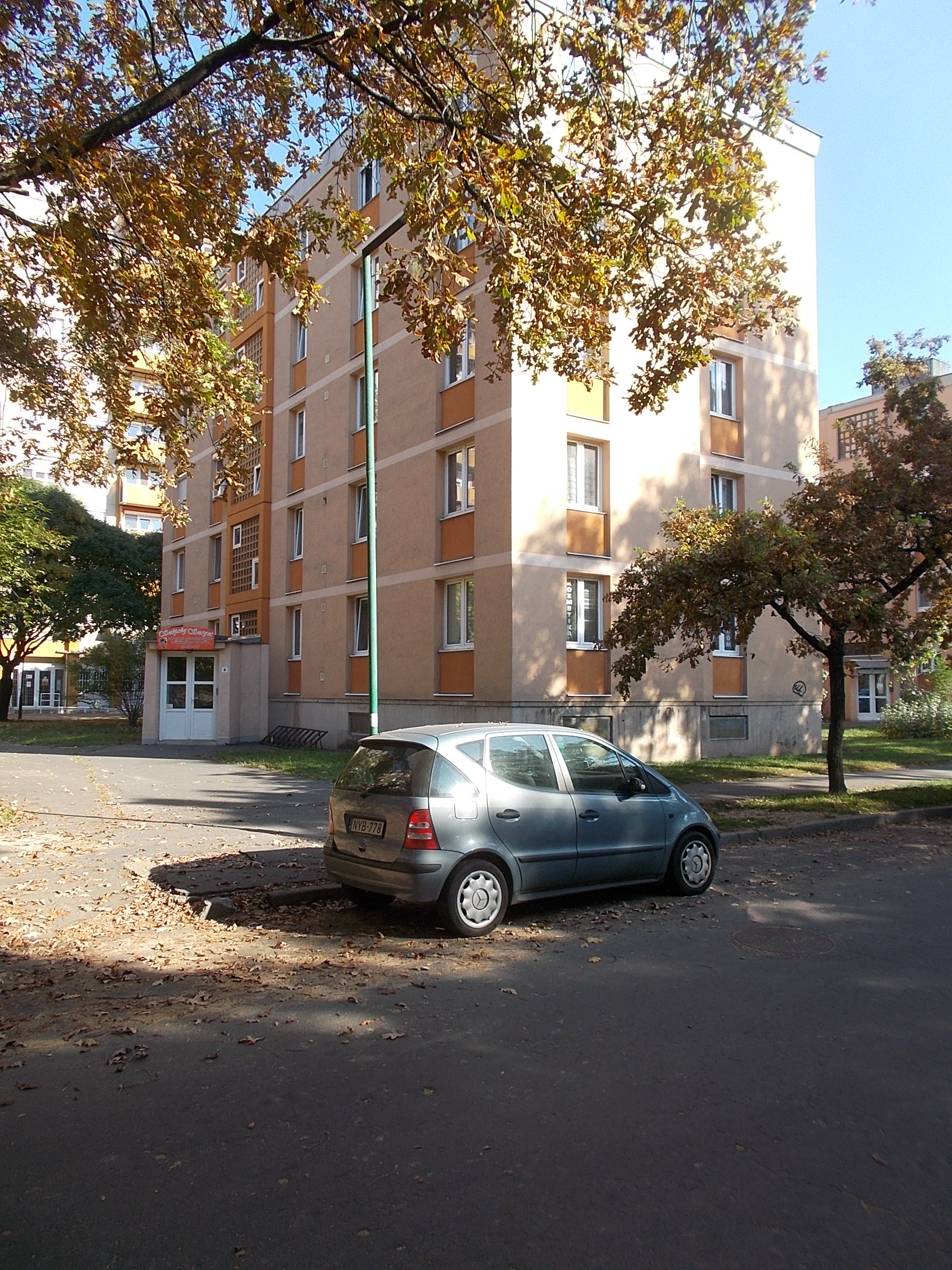
Az ország első panelépületét 1959-ben adták át

A Magyar Dolgozók Pártjának Központi Vezetősége 1949 végén hozott döntést egy új, gigantikus vaskohászati kombinát és a hozzá kapcsolódó lakótelep felépítéséről, amelynek célja az volt, hogy megteremtse a hazai szocialista nehézipart.
Az eredetileg Mohács környékére álmodott beruházásnak a megromlott magyar–jugoszláv kapcsolatok miatt új helyszínt kerestek, így esett a választás a mezőföldi plató szélén álló településre: az első ötéves terv legjelentősebb beruházásaként kezdődött tehát az új város – akkori nevén Sztálinváros – építése Weiner Tibor tervei szerint. 1956. október 24-től forradalmi hangulat uralkodott a városban. A hatalmat valósággal sokkolta a sztálinvárosiak forradalmi hevülete. Tény, hogy a forradalom ideje alatt hazánkban elszaporodott rádióadások közül utoljára a dunapentelei Rákóczi adó szólalt meg. Az ez utáni konszolidációs időszak mérföldköve, hogy a város neve – 1961-től – Dunaújváros. A Sztálin vasműből (még 1956-ban) Dunai Vasmű, majd Dunaferr Zrt., legújabban pedig ISD Dunaferr Zrt. lett. A vállalatcsoport ma is az ország egyik legjelentősebb ipari komplexuma, amelynek nagy szerepe van abban, hogy a város az elmúlt évtizedekben megtalálta reális helyét az ország gazdasági-kulturális életében és a Mezőföld keleti részének jelentős központjává vált.

## Népesség
Dunaújváros lakónépessége 2011. január 1-jén 48 484 fő volt, ami Fejér megye össznépességének 11,4%-át tette ki. A város Fejér vármegye legsűrűbben lakott települése, abban az évben az egy km²-en lakók száma, átlagosan 920,5 fő volt. A népesség korösszetétele kedvezőtlen. A 2011-es év elején a 19 évesnél fiatalabbak népességen belüli súlya 18%, a 60 éven felülieké 25% volt. A nemek aránya kedvezőtlen, ugyanis ezer férfira 1079 nő jut. 2017-ben a férfiaknál 72, a nőknél 78,9 év volt a születéskor várható átlagos élettartam. A népszámlálás adatai alapján a város lakónépességének 4%-a, mintegy 2155 személy vallotta magát valamely kisebbséghez tartozónak. Közülük cigány, német és orosz nemzetiséginek vallották magukat a legtöbben.
A 20. század második felétől Dunaújváros lakossága viharos gyorsasággal növekedett, egészen 1980-ig. Népességnövekedése – a legtöbb megyeszékhelyhez hasonlóan – az 1960-as években felgyorsult a szocializmus évei alatt. A legtöbben 1980-ban éltek a városban, 60 736-an, azóta egészen napjainkig csökken a város népessége.
A 2011-es népszámlálási adatok szerint a magukat vallási közösséghez tartozónak valló dunaújvárosiak túlnyomó többsége római katolikusnak tartja magát. Emellett jelentős egyház a városban, még a református és az evangélikus.

### Etnikai összetétel
A 2001-es népszámlálás adatok szerint a város lakossága 55 309 fő volt, ebből a válaszadók száma 52 246 fő volt, 51 167 fő magyarnak, míg 343 fő cigánynak vallotta magát, azonban meg kell jegyezni, hogy a magyarországi cigányok (romák) aránya a népszámlálásokban szereplőnél lényegesen magasabb. 327 fő német, 66 fő román és 30 fő szerb etnikumnak vallotta magát.
A 2011-es népszámlálás adatok szerint a város lakossága 48 484 fő volt, ebből a válaszadók száma 42 664 fő volt, 40 509 fő magyarnak vallotta magát. Az adatokból az derül ki, hogy a magukat magyarnak vallók száma jelentősen csökkent tíz év alatt, ennek fő oka, hogy többen nem válaszoltak. Az elmúlt tíz év alatt a nemzetiségiek közül legjelentősebben a cigányok (588 fő), a németek (755 fő), az oroszok (71 fő) száma nőtt Dunaújvárosban. A szerbek (69 fő) nemzetiségűek száma megkétszereződött. A magukat románoknak vallók száma (94 fő) kismértékben nőtt az elmúlt tíz év alatt. A vármegyén belül Dunaújvárosban él a legtöbb magát ruszinnak és vietnáminak valló nemzetiségi.

### Vallási összetétel

A vallási összetétel (2011)

| Vallási közösség                 | Arány (%) |
| -------------------------------- | --------- |
| Római katolikus                  | 24,5      |
| Evangélikus                      | 1,4       |
| Református                       | 5,7       |
| Görögkatolikus                   | 0,5       |
| Izraelita                        | 0,0       |
| Egyéb                            | 1,7       |
| Nem tartozik vallási közösséghez | 35,0      |
| Nem válaszolt                    | 31,1      |

## Politika

### Polgármesterei
| Időszak   | Név           | Jelölő szervezet         | Forrás        |
| --------- | ------------- | ------------------------ | ------------- |
| 1990–1994 | Almási Zsolt  | SZDSZ                    | [ 19 ] [ 20 ] |
| 1994–1998 | Almási Zsolt  | SZDSZ                    | [ 21 ]        |
| 1998–1999 | Kovács Pál    | MSZP                     | [ 22 ]        |
| 1999–2002 | Kálmán András | MSZP                     | [ 23 ]        |
| 2002–2006 | Kálmán András | MSZP                     | [ 24 ]        |
| 2006–2010 | Kálmán András | MSZP                     | [ 25 ]        |
| 2010–2014 | Cserna Gábor  | Fidesz-KDNP              | [ 26 ]        |
| 2014–2019 | Cserna Gábor  | Fidesz-KDNP              | [ 27 ]        |
| 2019–2024 | Pintér Tamás  | Rajta Újváros! Egyesület | [ 28 ]        |
| 2024–     | Pintér Tamás  | Rajta Újváros! Egyesület | [ 1 ]         |

Kovács Pál polgármester alig négy hónappal az 1998 őszi megválasztása után, 1999 február végén lemondott posztjáról. Az emiatt szükségessé vált időközi polgármester-választást 1999. július 4-én tartották meg, egy szocialista és egy hat párt (főleg, de nem kizárólag jobboldali pártok) által támogatott közös jelölt részvételével; a választás az előbbi győzelmét hozta.

### A 2024-es önkormányzati választás eredménye
- A polgármester-választás eredménye[30]

| Jelölt neve   | Jelölő szervezet(ek) | Jelölő szervezet(ek)     | Szavazatok száma | Szavazatok aránya |
| ------------- | -------------------- | ------------------------ | ---------------- | ----------------- |
| Pintér Tamás  |                      | Rajta Újváros! Egyesület | 12 938           | 67,78%            |
| Magyar András |                      | Fidesz – KDNP – JUVE     | 6149             | 32,22%            |
| Összesen      |                      |                          | 19 087           | 100%              |

- A képviselőtestület-választás eredménye[31]

| Párt | Párt                     | Mandátumok | Képviselő-testület | Képviselő-testület | Képviselő-testület | Képviselő-testület | Képviselő-testület | Képviselő-testület | Képviselő-testület | Képviselő-testület | Képviselő-testület | Képviselő-testület | Képviselő-testület |
| ---- | ------------------------ | ---------- | ------------------ | ------------------ | ------------------ | ------------------ | ------------------ | ------------------ | ------------------ | ------------------ | ------------------ | ------------------ | ------------------ |
|      | Rajta Újváros! Egyesület | 11         | P                  |                    |                    |                    |                    |                    |                    |                    |                    |                    |                    |
|      | Fidesz – KDNP            | 3          |                    |                    |                    |                    |                    |                    |                    |                    |                    |                    |                    |
|      | Mi Hazánk                | 1          |                    |                    |                    |                    |                    |                    |                    |                    |                    |                    |                    |

### Országgyűlési képviselői
A régi választójogi törvény, az 1989. évi XXXIV. törvény hatálya alatt a város a Fejér megyei 3. számú választókerülethez tartozott. Jelenleg a 2011. évi CCIII. törvény értelmében a Fejér vármegyei 4. sz. országgyűlési egyéni választókerület székhelye.
- 1990–1994: Illéssy István (MDF)
- 1994–1998: Kovács Pál (MSZP)
- 1998–2002: Kálmán András (MSZP)
- 2002–2006: Kálmán András (MSZP)
- 2006–2010: Kálmán András (MSZP)
- 2010–2014: Dorkota Lajos (Fidesz)
- 2014–2018: Galambos Dénes (Fidesz)
- 2018–2019: Pintér Tamás (Jobbik)[34]
- 2020–2022: Kálló Gergely (Jobbik-Momentum-DK-MSZP-Párbeszéd-LMP)
- 2022–: Mészáros Lajos (Fidesz)[35]

## Oktatás

### Általános iskolák
- Arany János Általános Iskola[36] [(Kőrösi Csoma Sándor egységgel) lecsatolt és üresen áll]
- Dózsa György Általános Iskola
- Szabó Magda Református Tagintézmény (korábban Szilágyi Erzsébet általános iskola)[37]
- Móra Ferenc Általános Iskola és Egységes Gyógypedagógiai Módszertani Intézmény
- Móricz Zsigmond Általános Iskola
- Petőfi Sándor Általános Iskola: hozzá csat.:Szórád Márton Általános Iskola
- Vasvári Pál Általános Iskola
- Sándor Frigyes Zeneiskola
- Gárdonyi Géza Görögkatolikus Általános Iskola És Alapfokú Művészeti Iskola

### Középiskolák
- ADU Vállalkozói Szakközép- és Szakiskola, Két Tanítási Nyelvű Szakközépiskola és Gimnázium Dunaújvárosi Tagintézménye
- Aranytű Szakmunkásképző Iskola
- Bánki Donát Gimnázium és Szakközépiskola
- Dunaújvárosi Szakképzési Centrum Dunaferr Szakgimnáziuma és Szakközépiskolája
- Hild József Szakközépiskola, Szakiskola és Kollégium
- Kereskedelmi és Vendéglátóipari Középiskola és Szakiskola
- DSZC Lorántffy Zsuzsanna Szakközépiskola, Szakgimnázium és Kollégium
- Pannon Oktatási Központ Általános és Szakképző Iskola
- Rosti Pál Gimnázium Általános és Szakképző Iskola
- Dunaújvárosi Szakképzési Centrum Rudas Közgazdasági Szakgimnáziuma és Kollégiuma[38]
- Széchenyi István Gimnázium

### Egyetem
Dunaújvárosban található a Dunaújvárosi Egyetem. Az iskola a belvárosban található, az autóbusz-állomás közelében. Folyamatos felújítás és fejlesztés alatt áll. Eddig több mint 10 milliárd forintból épült át az épületegyüttes, létrehozva ezzel egy vadonatúj kampuszt. Az iskolát neves hazai és nemzetközi cégek támogatják.

## Közlekedés

### Közút
Dunaújváros remek közlekedési adottságokkal rendelkezik. Elhalad a város mellett a 6-os főút, amelyből itt ágazik ki a 62-es főút Székesfehérvár, a 6219-es út Sárbogárd és a 6221-es út Baracs felé; valamint érinti a várost az M6-os és az M8-as autópálya is. Az M6-os első, idáig tartó szakaszát 2006 nyarán adták át, majd 2010. március 31-én megtörtént a Dunaújváros és Bóly közötti szakasz átadása is, így azóta a város még könnyebben elérhető északi és déli irányból is.
Mindezek mellett a város belterülete is jól kiépített közúthálózattal bír. A 6-os főúthoz és az M6-os autópályához vezető utak igen zsúfoltak, beleértve a hozzácsatlakozó utakat is. A Dunaferr (Déli Ipari Park) környéki Papírgyári út is igen forgalmasnak mondható. Hasonlóan forgalmas még a Dózsa György út, a Szórád Márton út, az Aranyvölgyi út és a Magyar utca.

### Vasút

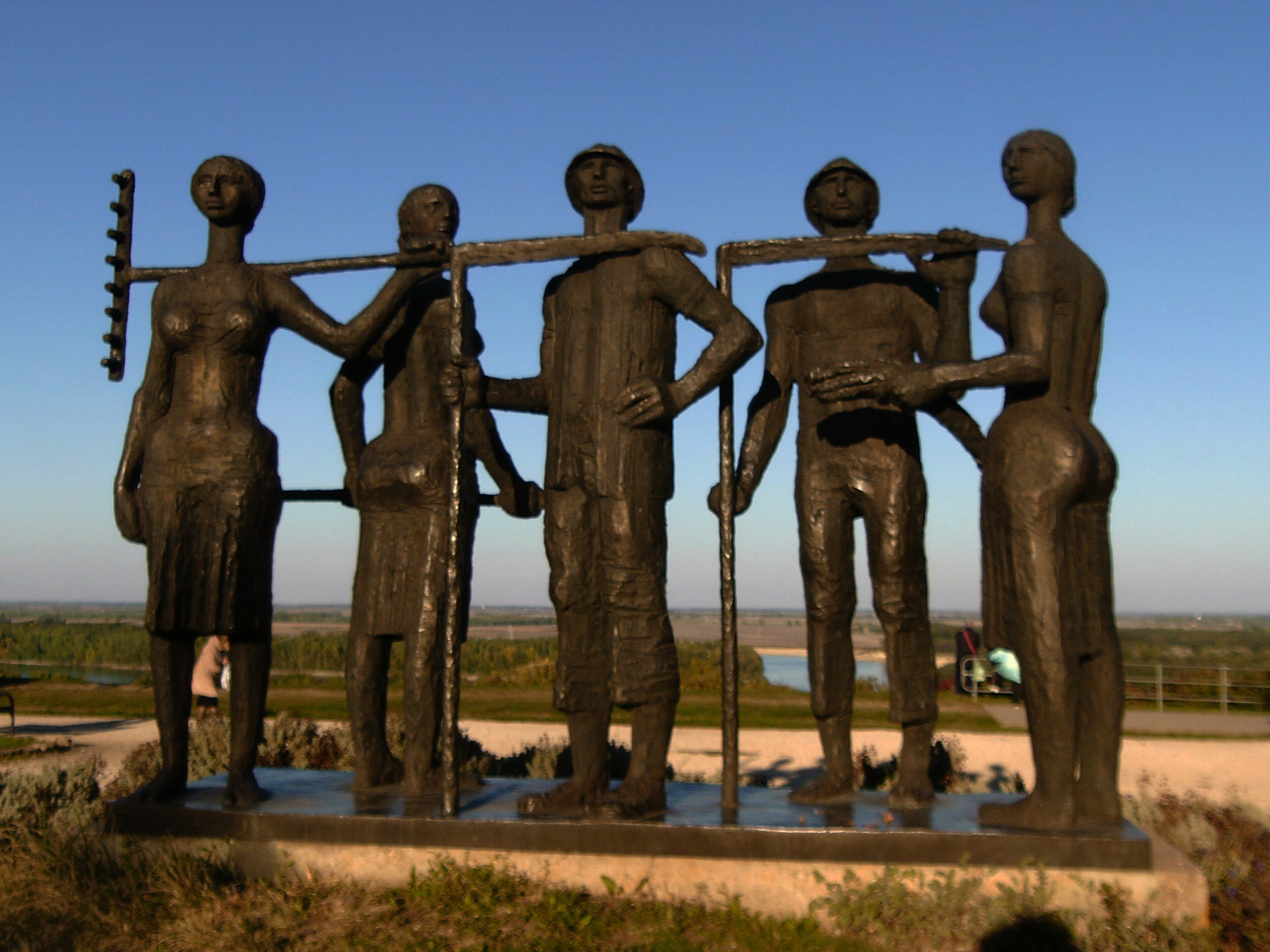

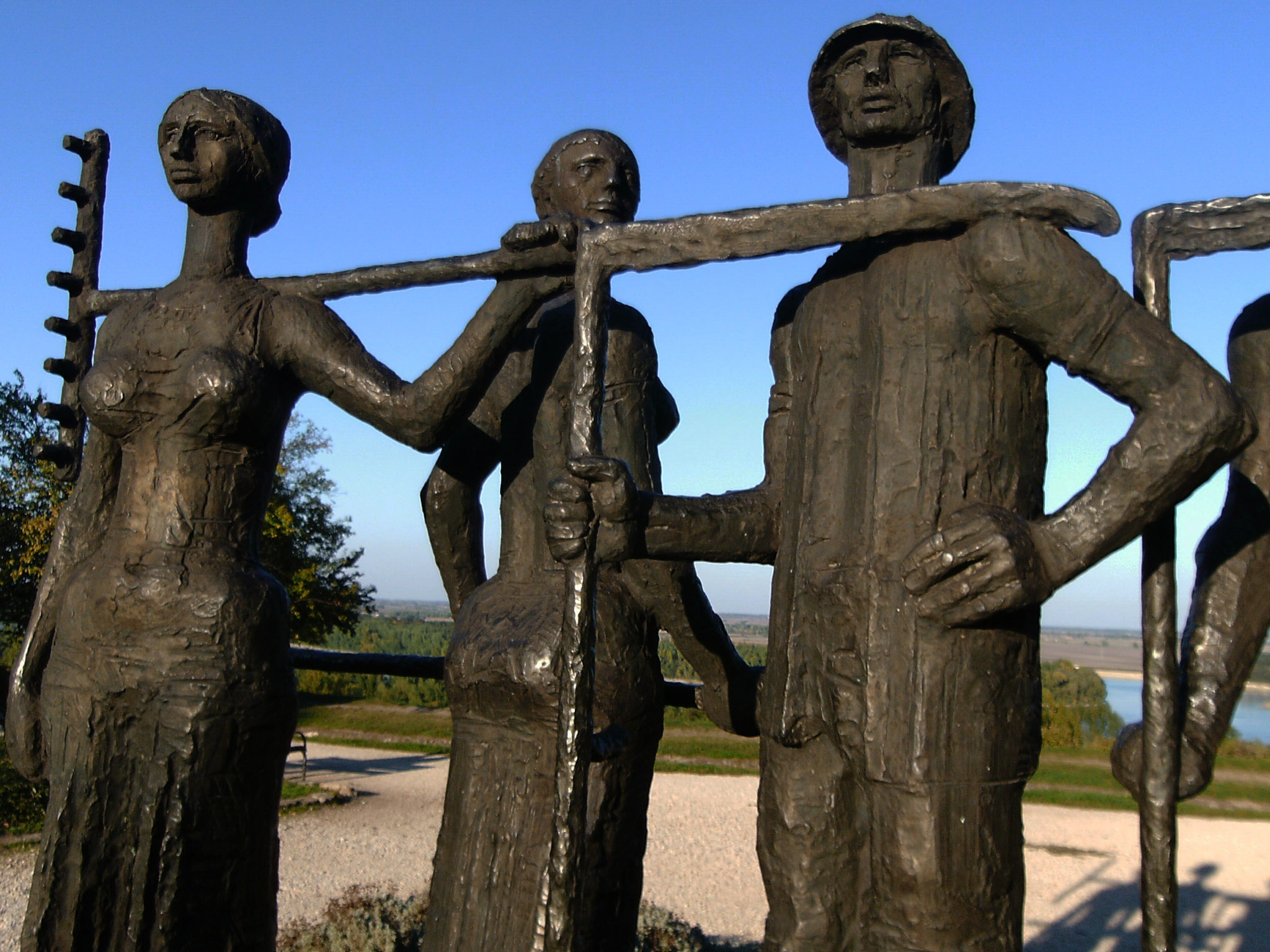

A város megközelíthető vonattal, Rétszilas, illetve Pusztaszabolcs felől egyaránt. A vasútállomás a város nyugati szélén helyezkedik el. A MÁV 2009–2010-es menetrendjének bevezetésétől kétóránként közlekedik egy-egy vonatpár Dunaújváros és Kőbánya-Kispest között. Dunaújváros a Pusztaszabolcs–Dunaújváros (42-es számú) vasútvonalon fekszik. Mivel a vonal Pusztaszabolcstól csak idáig van villamosítva, ezért a Rétszilas felé/felől közlekedő személyvonatok Bzmot szerelvényekkel közlekednek. A Budapest–Dunaújváros viszonylaton a MÁV FLIRT motorvonatai közlekednek gyorsított vagy normál személyvonatként. A fenti menetrend bevezetésével a Mezőfalva elágazás–Paks útvonalon a személyszállítás megszűnt, ezen az útvonalon nem közlekedik semmilyen vonat sem.

### Vízi
A várost a keleti részen észak-dél irányban szeli át a Duna, így vízi úton is megközelíthető. Rendelkezik egy hajóállomással, egy révkikötővel és egy ipari kikötővel. A várostól délre épült Pentele híd átadása után, 2009-ben szűnt meg a város és a Szalkszentmárton között közlekedő komp. Az ipari kikötőnél található Kikötői-öbölben rendszeresen rendeznek legális gyorsulási versenyeket.

#### Vízi sportok a dunaújvárosi kikötőben
1953 óta kajak-kenusok sportolnak a területen. 1958-ban került megrendezésre az első hivatalos kajak verseny. Kiemelkedő versenyzők Theisz Márton, Pálizs Attila, Cserni Béla, Mihaldinecz Rudolf, Lengyel László, Kollár Tamás, Malomsoki Sándor, Tábori Áron.
A Magyar Válogatottban szerepelt Molnár Gergely, Kollár Tamás, Malomsoki Sándor. Malomsoki Sándor 2001-ben C-4 500 méteren első helyezést ért el világversenyen.
1972-től rendeztek a motorcsónak sportágban versenyeket, rendeztek Formula–1, F-2, F-3, F-4, O-750-125, T-850, T-750, T-550, OSY-400 versenyeket is. Cserni Béla sokszor győzött, majd Mihaldinecz Rudolf, Lengyel László, Tábori Áron.

#### Budapest-Dunaújváros hajózási vonal
Budapest-Dunaújváros hajózási vonalon az 1960-as évekig üzemelt hajójárat. A kora reggeli hajók zöldséget, piaci termékeket szállította Dunaújvárosból Budapestre.
1965 júliusában 1350 látogató utazott két hajó-túra alkalmazottal Dunaújvárosba Pestről. A SZOT üdülőhajója révén növekedett a városba indulók száma. Béllay József irányította Mahart társaságot, amikor nyolc személyes vízi taxit helyeztek forgalomba, sebessége átlagosan 60 kilométer per óra.
1962. október 8-ától Budapest-Mohács-Budapest vonalon hajójárat indult, ami megállt Dunaújváros és Paks városoknál is.

### Légi

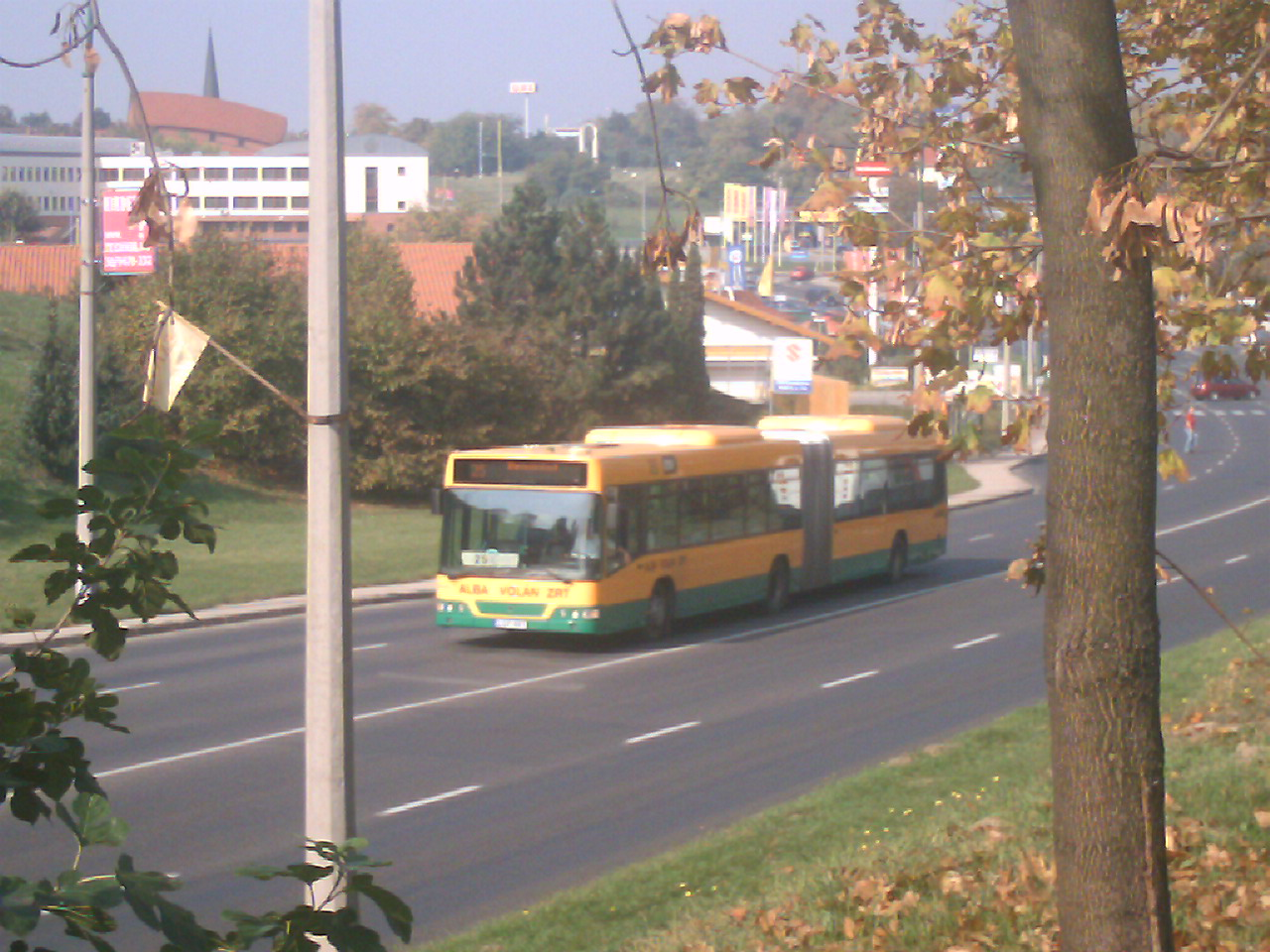
Sárga-zöld színezésű autóbuszok bonyolítják le a helyi forgalmat

A várostól 9 km-re délre található egy repülőtér, kivilágítatlan, füves, 950 méteres kifutóval. A repülőtér magánkézben van (Dunaferr Repülőklub), így használata csak a tulajdonos engedélyével lehetséges, kivéve a veszélyhelyzeteket.

### Tömegközlekedés
Dunaújváros tömegközlekedését a Volánbusz látja el elsősorban helyi, másodsorban pedig helyközi és távolsági autóbuszjáratokkal. A budapesti Népliget autóbusz-pályaudvar és Dunaújváros között 20–45 percenként közlekednek autóbuszok – többségüknek nem ez a végállomásuk, ezek gyorsjáratok. Az ilyen autóbuszok menetideje 45-100 perc.
A dunaújvárosi autóbusz-pályaudvar a Béke téren található a Szórád Márton út, Kenyérgyári út, Építők útja kereszteződésnél, a Hunyadi út mellett, ugyanakkor ide több távolsági járat (pl. 1507, 1510 és 1512) nem tér be.

### Az Úttörővasút

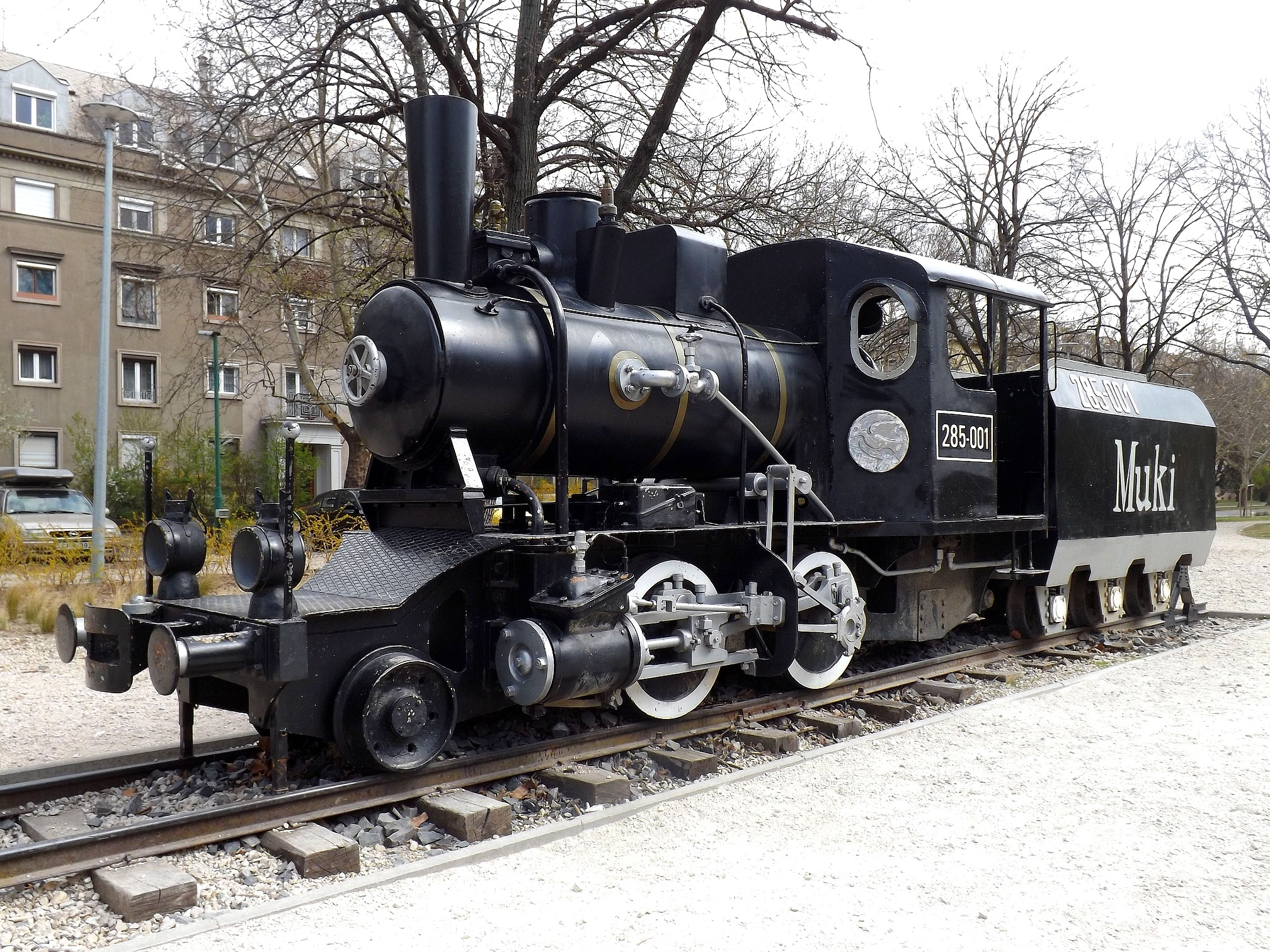
Az egykori úttörővasút gőzmozdonya kiállítva a Vasmű úton

A dunaújvárosi – akkori nevén sztálinvárosi – úttörővasút kb. fél kilométer hosszú, 600 mm-es nyomközű vonalának megnyitására 1958. május 1-jén került sor, a teljes pálya augusztusra 1850 méter hosszban épült ki a Vidámpark és a Ságvári kilátó között. A vonatokat egy 1894-ben Berlinben épített gőzmozdony és egy áramvonalas motorkocsi továbbította, a vonatforgalmat felnőttek felügyelete alatt dolgozó úttörők szabályozták. 1962-ben a nyomtávot 760 mm-re bővítették, ekkor érkezett a Budapesti Úttörővasúttól és a Nyírvidéki Kisvasúttól egy-egy motorkocsi, valamint Szeghalomból egy motormozdony. A gördülőállományt három, az aradi Weitzer-gyárban épített nyitott személykocsi alkotta. Az úttörővasút 1976-ban szűnt meg, mára nyoma sem maradt.

## Adatok

### Lakásállomány
- Dunaújvárosban 22 927 lakás található

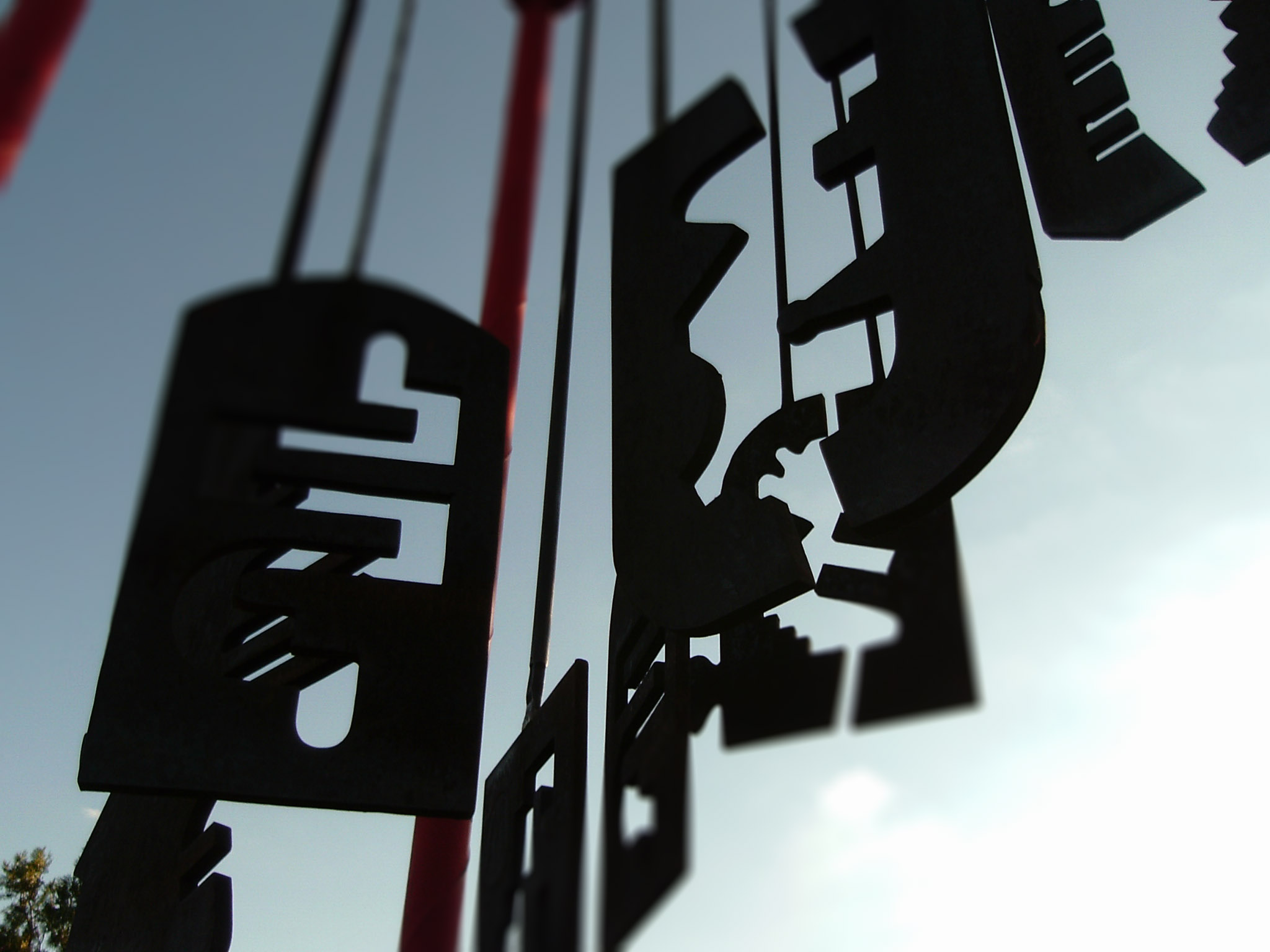

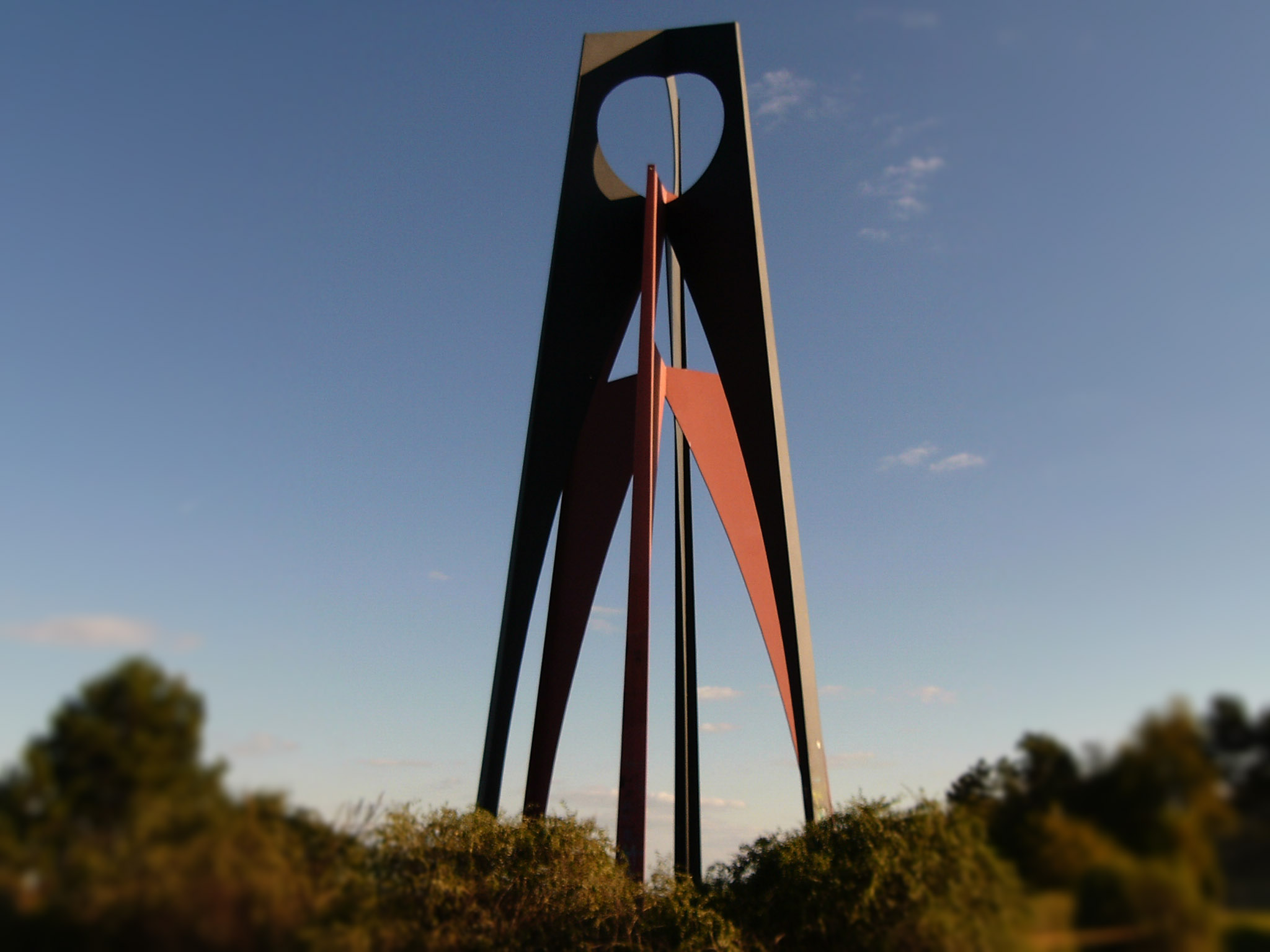

- A lakásállomány nagy többsége (65,3%-a) kétszobás lakásból áll
- A három és többszobás lakások aránya 20,8%
- Száz lakásra átlagosan 217 szoba jut
- Egy lakás átlagos alapterülete 54,7m²
- A lakásállomány 9%-a családi ház

### Infrastrukturális és zöld adatok

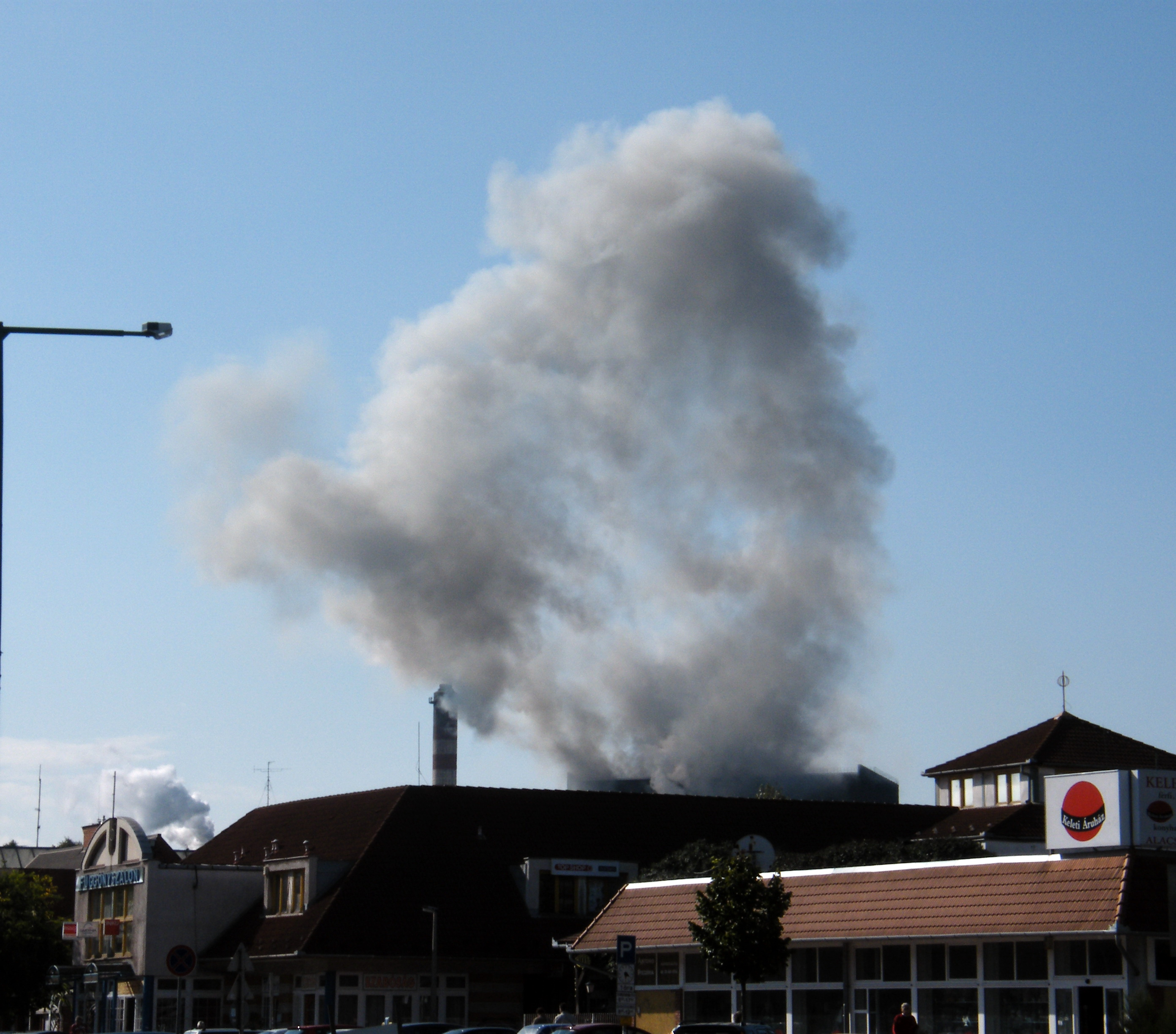
A Vasmű füstje

- A városi utak hossza 120,3 km, területük 707 286 m²
- A városi járdák hossza 140,7 km, területük 380 930 m²
- A városi kerékpárutak hossza 8,2 km, területük 14 758 m²
- Vízvezetékek hossza 131 km, ezáltal a város vezetékes ivóvíz-ellátottsága 97,3%, a közcsatorna ellátottság 91,4%
- A város 94,7%-a van ellátva földgázzal, 100%-a pedig elektromos árammal
- 1 636 910 m² a városi parkok területe, melyből
  - 1 156 700 m² gyepfelület
  - 188 600 m² cserje és/vagy sövény.
- 3 463 000 m² az erdőterület nagysága

## Média

### Rádió
Dunaújvárosban egy helyi kereskedelmi rádió működik: Rádió24. Hálózatos rádióként: Best FM. 
- Rádió 24 - 102,9 MHz
- Best FM - 93,1 MHz

### Megszűnt rádióállomások
- Rádió 1  - 93,1 MHz (2018-2021)
- El-Do - 93,1 MHz (1996 - 2013)

### TV

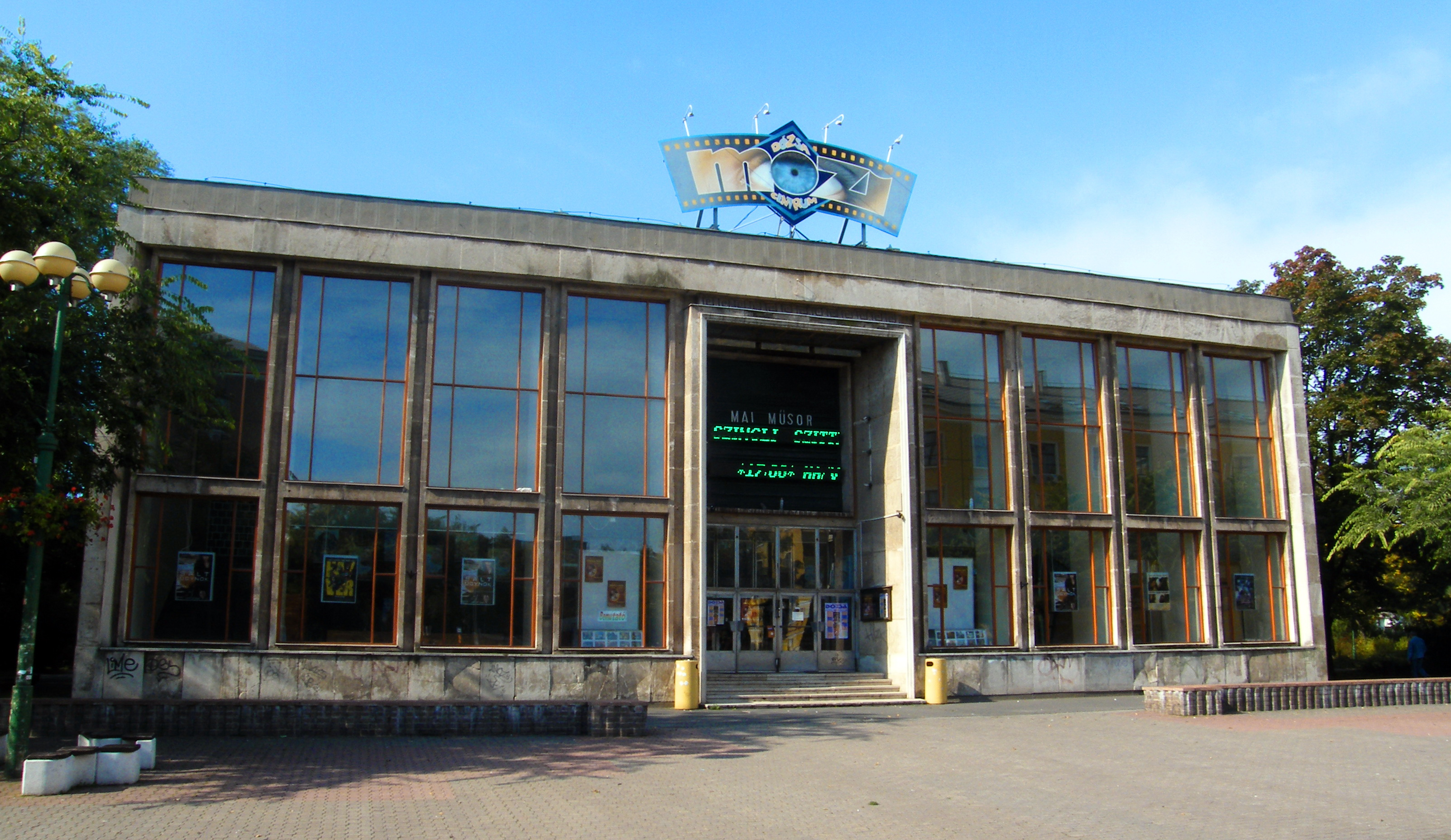
A Dózsa mozi

A város helyi tévéállomásai a D+ TV (Dunaújváros hivatalos helyi tévéállomása), valamint a DSTV, amely műsorai elsősorban a várossal és a regionális ügyekkel foglalkoznak.
Internetes TV, videós hírportál a város és a környék híreivel a www.hirszem.hu.

### Újság
A Dunaújváros Hírlap a város helyi lapja, a Főiskola független diáklapja pedig a ZéHá.Az önkormányzat által kiadott Dunaújváros Közéleti Hetilapja elnevezésű ingyenes újság minden héten tájékoztatja a lakosságot az aktuális eseményekről, történésekről. 

### Internet
A  város weboldalán mindig pontos információkat lehet szerezni a városi programokról, aktualitásokról.
A Dunaújváros Online (www.dunaujvaros.com) a várost érintő kérdésekkel, történésekkel foglalkozik a közélet, kultúra és a sport területén.

## Látnivalók
- Ráctemplom (szerb ortodox)

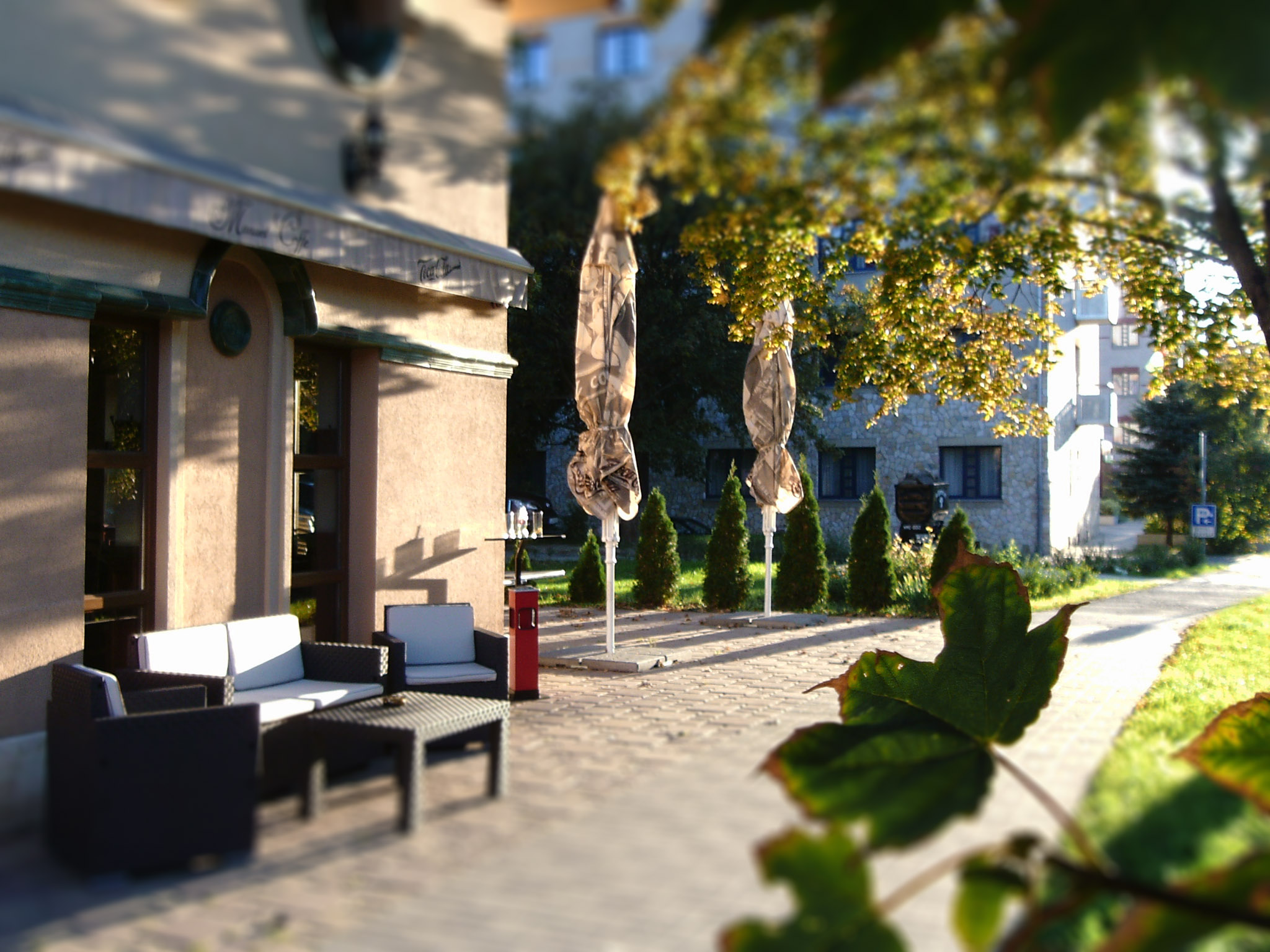
Dunaújvárosi Főiskola Kollégiumának utcája

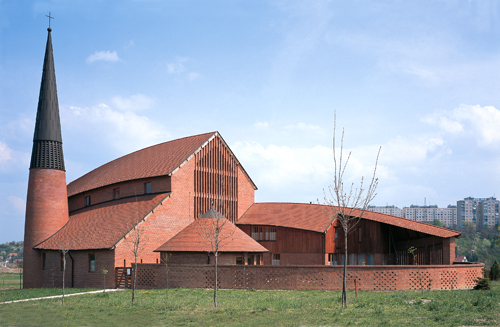
Evangélikus templom és parókia

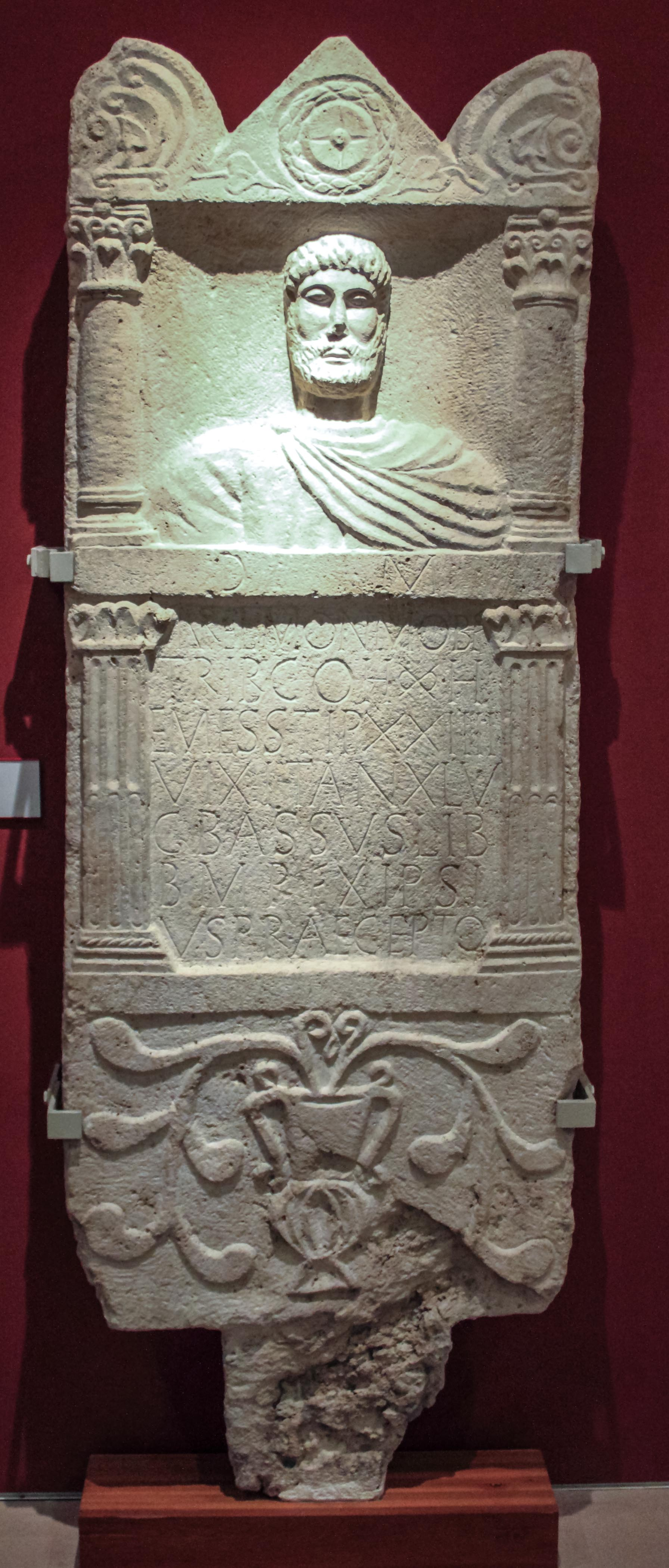
Aurelius Monimus síremléke a Nemzeti Múzeum lapidáriumából

1696-ban épült. Arányos, barokk épület ikonosztáza a 18. századi népies barokk építészet példája. A templomi padok és a táblaképek a 19. században készültek.
- Óvárosi római katolikus templom (Szentháromság-templom)

1864-ben épült a neoromán, háromhajós templom. 27 méter magas tornyában 3 harang lakik. Legnagyobbja 377 kilogramm tömegű, és b1 hangon szól.
- Evangélikus templom

Nagy Tamás Ybl Miklós-díjas építész tervezte. A templom ovális alapterületű, vörös téglából készült. A háromhajós templomhoz torony, parókia és paplak is kapcsolódik. A burkolat tégláját helyenként réz- és faelemek egészítik ki. A tojásdad alaprajz a végtelent és az életet szimbolizálja. A dísztelen épület elsősorban tömegével és ívelt formáival hat.
- Református templom

Szabó István Ybl Miklós-díjas építész tervei szerint épült fel 1982 és 1985 között. Az épület acélszerkezete az itteni acélgyártásra utal, de a belülről látható, csillag alakzatú szerkezet a református szimbolikát is érvénybe juttatja. 1917-ben kezdődött a gyűjtés egy templomalap építésére. 1932-ben sikerült egy házat venni a tiszteletes számára. Az istentiszteleteket addig az állami iskola egyik tantermében tartották. A régi házhoz hamarosan új lelkészlakást építettek, így a régi épületrész lett a gyülekezeti terem. 1985 óta használják új templomukat a hívek.

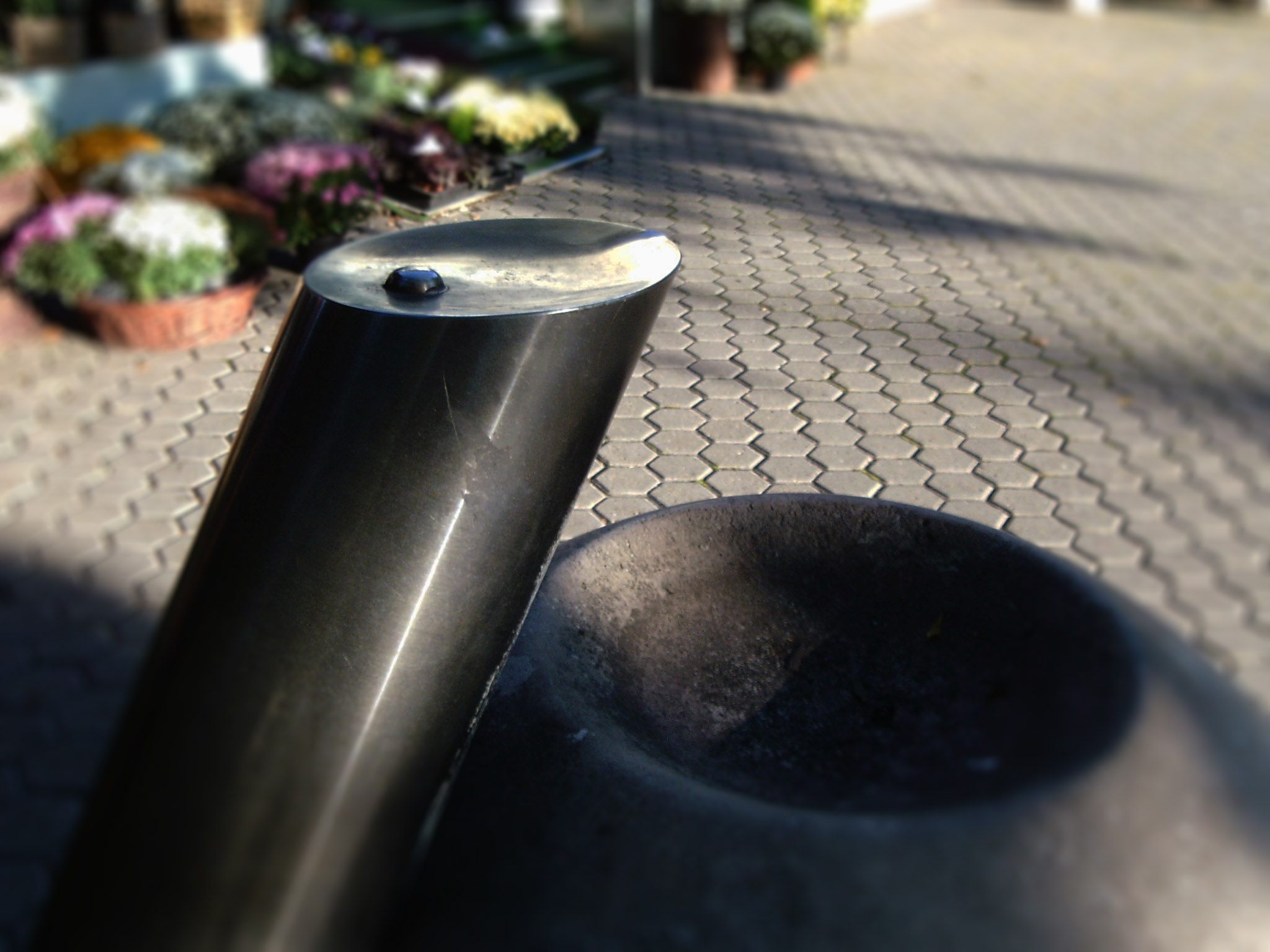

- Krisztus király főtemplom és plébánia

A római katolikus egyházközség 1992-ben szerezte meg a háromszög alaprajzú teleket. Az Oláh M. Zoltán által tervezett templom alapkövét 1993-ban rakták le. Az új templomot 2000-ben áldották meg, felszentelése 2008. november 22-én történt. A németországi Bittigheim-Bissingen Jó Pásztor plébánia adományozta a padokat, az oltárt, a tabernákulumot, az olvasópultot és a két manuálos, 22 regiszteres orgonát. A templom négy harangja 2005-ben és 2006-ban készült Őrbottyánban.
- A Dunai Vasmű ipartörténeti kiállítása

Az egykori gépmatuzsálemek egy letűnt világ szimbólumaként kínálnak érdekes látnivalót. A kiállítás bekerítetlen, szabadon látogatható szabadtéri látványosság. 
- Duna-parti Nemzetközi Acélszobor Park

Az immár 11 alkalommal megrendezett alkotótelepen több mint 60 alkotás tekinthető meg a Duna-parti sétautakon.
- Római kőtár és a Romkert

Légfűtéses házat rekonstruáltak itt. A Mithrász-táblát is itt lelték fel, de emellett számos sírkő, mérföldkő és feliratos kő látható. A fürdő védőépületet kapott, a maradványok szabadon láthatók.
- Városszerte védett egyedi fák, fasorok

A városképre jellemzőek a sétányok és a parkok. Ezek biztosítják, hogy ökológiailag egységes maradjon a város, és kitűnően tompítják a túldimenzionált monumentalitásra törő épületek hatását.
- 1848–49-es hősök emlékműve

Palotás József tervezte.
- Szalki-sziget
- Intercisa Múzeum
- Kovácsmúzeum

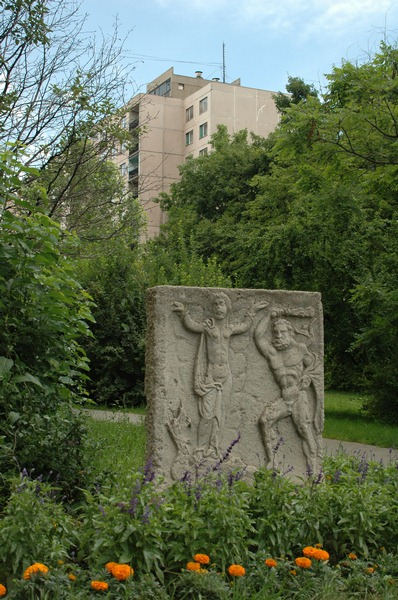
Római kori lelet másolata a városban

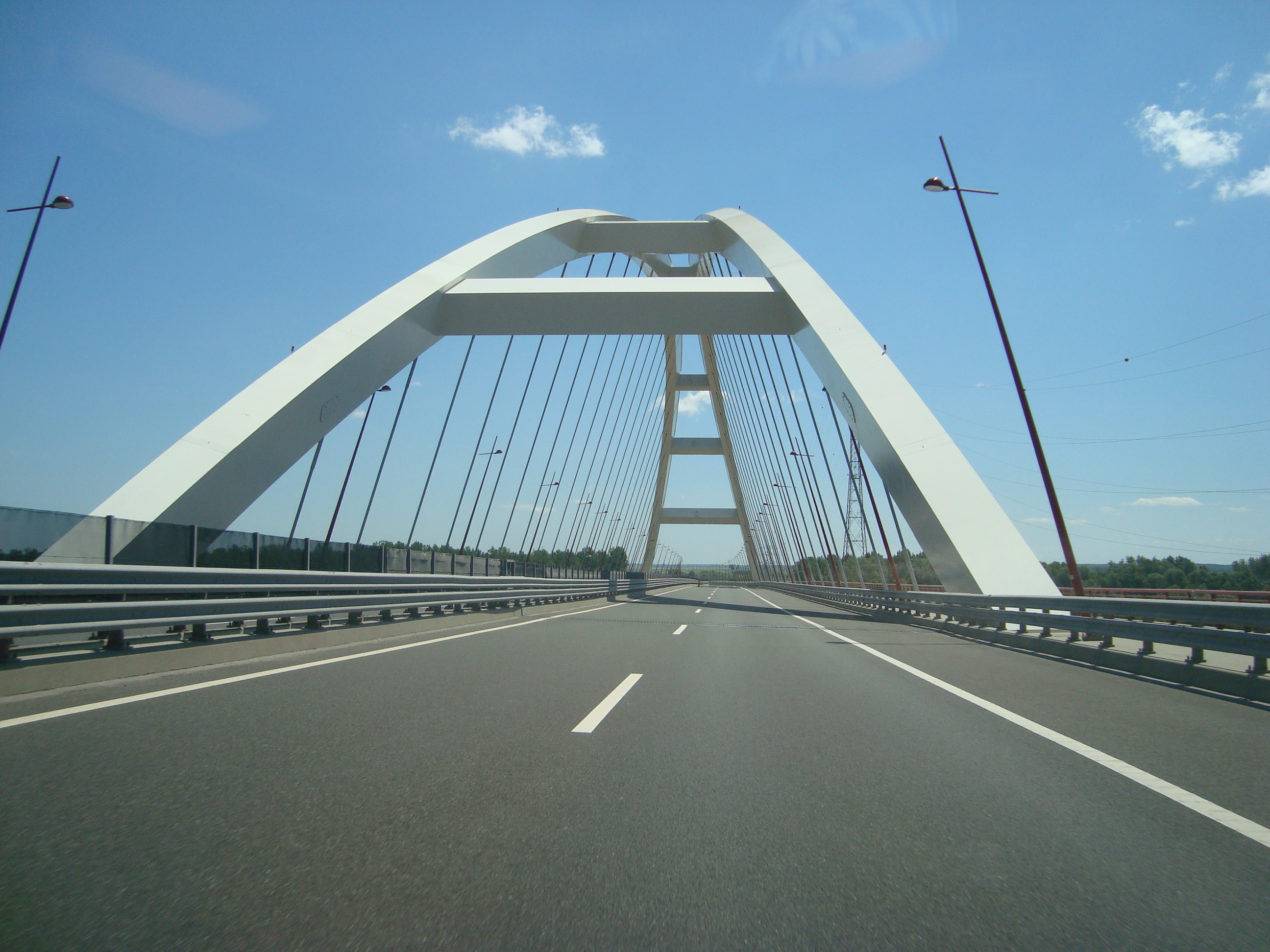
Pentele híd

- Római kori település, Intercisa maradványai
- Dunaújvárosi Nemzetközi Acélszobrász Alkotótelep
- Móder Zenélő Szoborpark
- Papírgyár Üzemtörténeti Gyűjtemény
- Mondbach-kúria és gőzmalom
- Baracsi úti gőzmalom
- Sigray-kúria (Sándorpuszta)
- Janitsáry-kúria (Szávitsmajor)
- Rosti-kastély (Pálhalma)
- Frankl-kúria (Szedrespuszta)
- A Belváros jellegzetesen szocreál stílusban épült lakó- és középületei
- Baracsi úti Arborétum
- Duna-parti gyurgyalag telep
- Duna-part
- 1914–18-as hősi emlékmű
- Szovjet katonák emlékműve
- A második világháború és a fasizmus áldozatainak emlékműve
- '56-os Kopjafa
- 1956-os emlékmű
- Régi katolikus temető
- Kálvária az Öreg-hegyen
- Pentele híd
- Dunaújvárosi Fabó Éva Sportuszoda
- Aquantis Wellness- és Gyógyászati Központ

## Híres emberek
Harmati Árpád (1963) motorversenyző
- Auksz Éva (1971–) színésznő

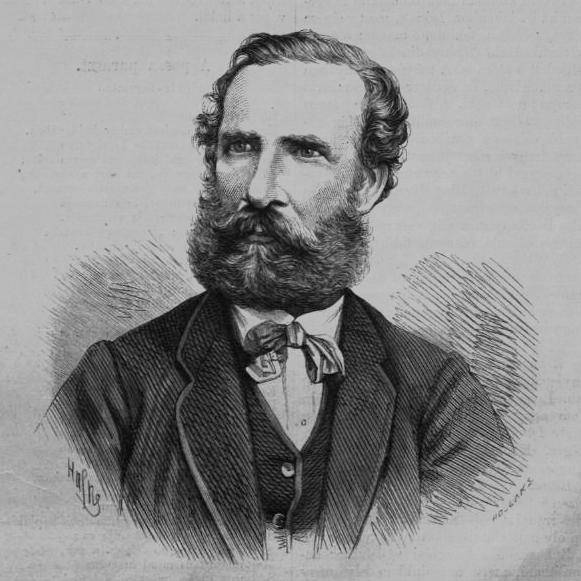
Rosty Pál (1830–1874)

- Balogh Máté (1990–) Erkel Ferenc-díjas zeneszerző, a Liszt Ferenc Zeneművészeti Egyetem oktatója
- Barsi Dénes (1905–1968) író, újságíró
- Bánkövi Gyula, Erkel Ferenc-díjas zeneszerző
- Baráth Bálint zongoraművész
- Berán Lajos (1882–1943) szobrász, éremművész
- Beretka Ádám (2003–) énekes, gitáros, dalszövegíró
- Bernáth Zsolt (1973–) filmrendező, író
- Bóna István (1930–2001) Széchenyi-díjas régészprofesszor, akadémikus
- Borovszky Ambrus (1912–1995) vasöntő, a Dunai Vasmű első vezérigazgatója
- Csollány Szilveszter (1970–2022) olimpiai bajnok tornász
- Dolák-Saly Róbert (1955–) magyar humorista, előadóművész, színész
- Fabó Éva (1967–1994) búvárúszó világbajnok
- Friedrich Ferenc (Sátoraljaújhely, 1946–) Munkácsy-díjas szobrász- és éremművész
- Gáspár Károly dunapentelei vezetőjegyző
- Gurics György (1929–2013) világbajnok birkózó
- Iszak Eszter (1987–) modell, műsorvezető
- Janitsáry Szilárd (1825–1893) ügyvéd, politikus, 1848-as honvédfőhadnagy
- Jankovics Péter (1978–) színész
- Jeszenszky Béla Tibor, „Flipper Öcsi” (1962–2008) magyar énekes, dalszerző, zenész
- Kallós Dezső főhadnagy, az 1918-as őszirózsás forradalom idején a Dunapentelei Nemzetőrség, majd vörös őrség parancsnoka
- Kálnay Adél (1952) József Attila-díjas költő, író
- Kiss Tibor (1971–) énekes, zeneszerző, a Quimby frontembere

- Maizác Fanni (1992-) színésznő
- Mikler Roland (1984-) válogatott kézilabda kapus

- Miskolczi Miklós (1938–) újságíró, író
- Mészáros Zoltán (1964–) színművész, rendező
- Mérey Sándor (1779–1848) drámaíró, színházvezető, főispán
- Nagy Ákos (1982–) zeneszerző
- Nagy Ervin (1976–) színész, a Budapesti Katona József Színház tagja
- Nemes Anna (1991-) híradós műsorvezető, író
- Nyáry Andor (1886–1967) író, újságíró
- Nyirkó István színész
- Óvári Éva (1962–) tornász, olimpikon
- Ősz Ferenc (1930–1975) újságíró, humorista
- Pados István az 1956-os forradalom idején a Dunapentelei Nemzeti Bizottság elnöke
- Pentelei Molnár János (1878–1924) festőművész
- Pleidell János (1915–2007) festő, grafikus
- Prukner László (1960–) labdarúgóedző
- Radulovics Bojana (1973–) kézilabdázó
- Rajna Martin (1995–) Junior Prima díjas karmester
- Rosty Pál (1830–1874) világutazó, útikönyvíró, földrajz- és néprajztudós, az első magyar fotográfusok egyike
- Sváby Lajos (1935–2020) festő
- Szalay Balázs (1965–) autóversenyző
- Szántó Balázs (1992–) színész
- Székely Zoltán (1903–2001) hegedűművész, zeneszerző
- Szórád Márton, az 1836. évi dunapentelei jobbágyfelkelés vezetője, dunapentelei zsellér és csizmadiamester
- Táncsics Mihály (1799–1884) író, politikus
- Vajdai Vilmos (1962–) színész
- Vágó Eszter (1928–1970) régész
- Varga Livius Csaba Ferenc (1971-) Quimby alapítótag és A Kutya Vacsorája frontembere, pszichológus
- Varga-Huszti Máté (1996-) Színművész, zenész, rendező
- Vidovics Ágoston (1794–1858) író, nyelvész, lelkész
- Weiner Tibor (1906–1965) építész, Dunaújváros első főépítésze

## Dunaújváros díszpolgárai
- 2001 – Radulovics Bojana
- 2002 – Horváth István
- 2003 – Nics János
- 2004 – Szabó Ferenc[41]
- 2005 – Koltai Róbert
- 2006 – Balla József (építész) és Miskolczi Miklós
- 2007 – Andriska Vilmos, Nagy Mihály és Wittmann Károly
- 2008 – Tirczka Tamás
- 2009 – Bakos Károly, Visy Zsolt és Gurics György
- 2011 – Jobbágy Lajos (orvos-igazgató, főigazgató), Dorkota Lajos
- 2012 - Baky Ágnes és Nagy Ervin
- 2013 - Egervári Sándor
- 2014 - Izsák Gyula
- 2015 - Tomcsányi Éva és Wünsch László
- 2016 - Dlustus Péter és Kecskés Rózsa
- 2017 - Urbán László[42]
- 2018 - Jakabné Józsa Klára
- 2019 - Jankó Árpád[43]
- 2020 - Várnai Gyula
- 2021 - Kálnay Adél
- 2022 - Almási Zsolt
- 2023 - Gyöngyössy Csaba[44]
- 2024 - Gurisatti Gyula
- 2025 - Kemény János[45]

## Testvérvárosok
- Alcsevszk, Ukrajna

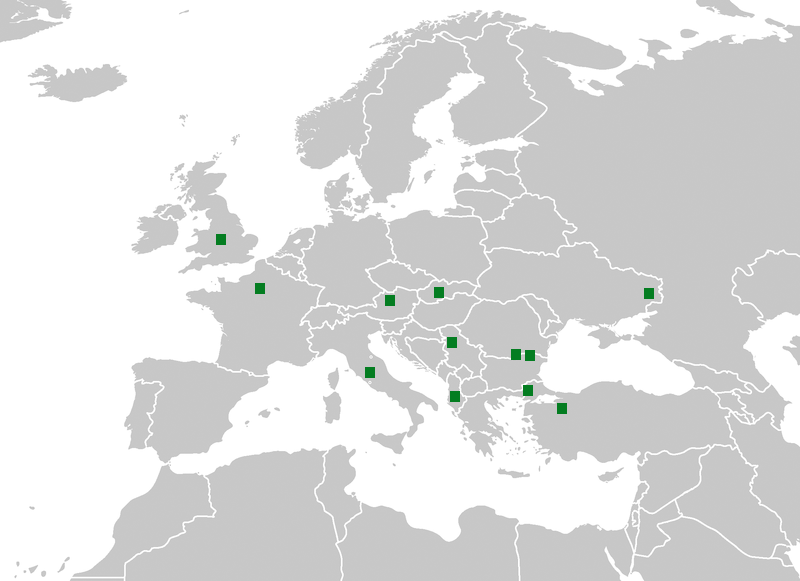
Dunaújváros testvérvárosai és nemzetközi kapcsolatai

- Coventry, Nagy-Britannia
- Elbasan, Albánia
- Gyurgyevó, Románia
- Inegöl, Törökország
- Leszno, Lengyelország
- Linz, Ausztria
- Szávaszentdemeter, Szerbia
- Szilisztra, Bulgária
- Terni, Olaszország
- Villejuif, Franciaország
- Selmecbánya, Szlovákia

### Kulturális, sport és ifjúsági együttműködési szerződéses kapcsolatok
- Edirne, Törökország (2006-tól)

## Képgaléria

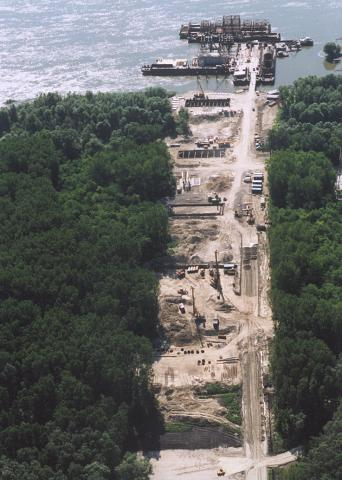
Építkezés a Pentele-hídnál
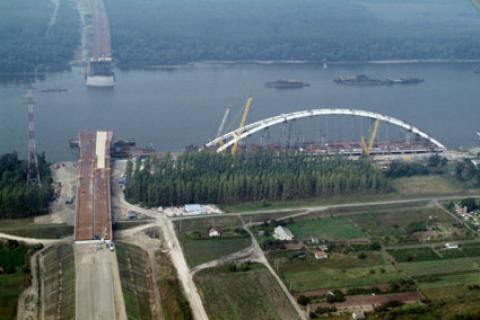
A Pentele híd elemeinek a helyére úsztatása
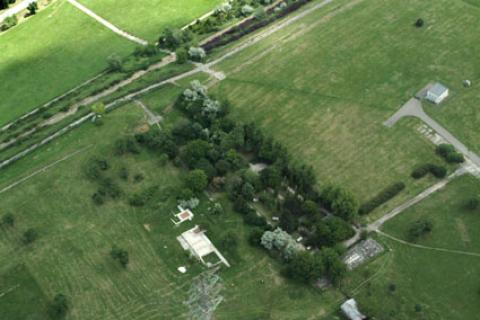
A város főjellemzője: zöldterület
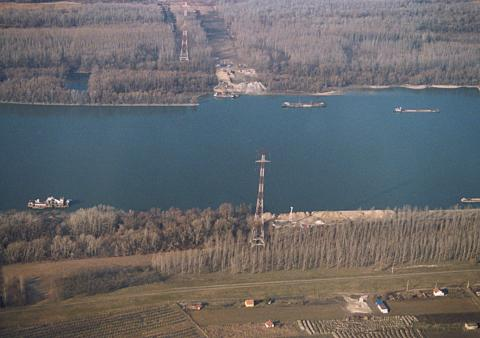
A mindig forgalmas Duna
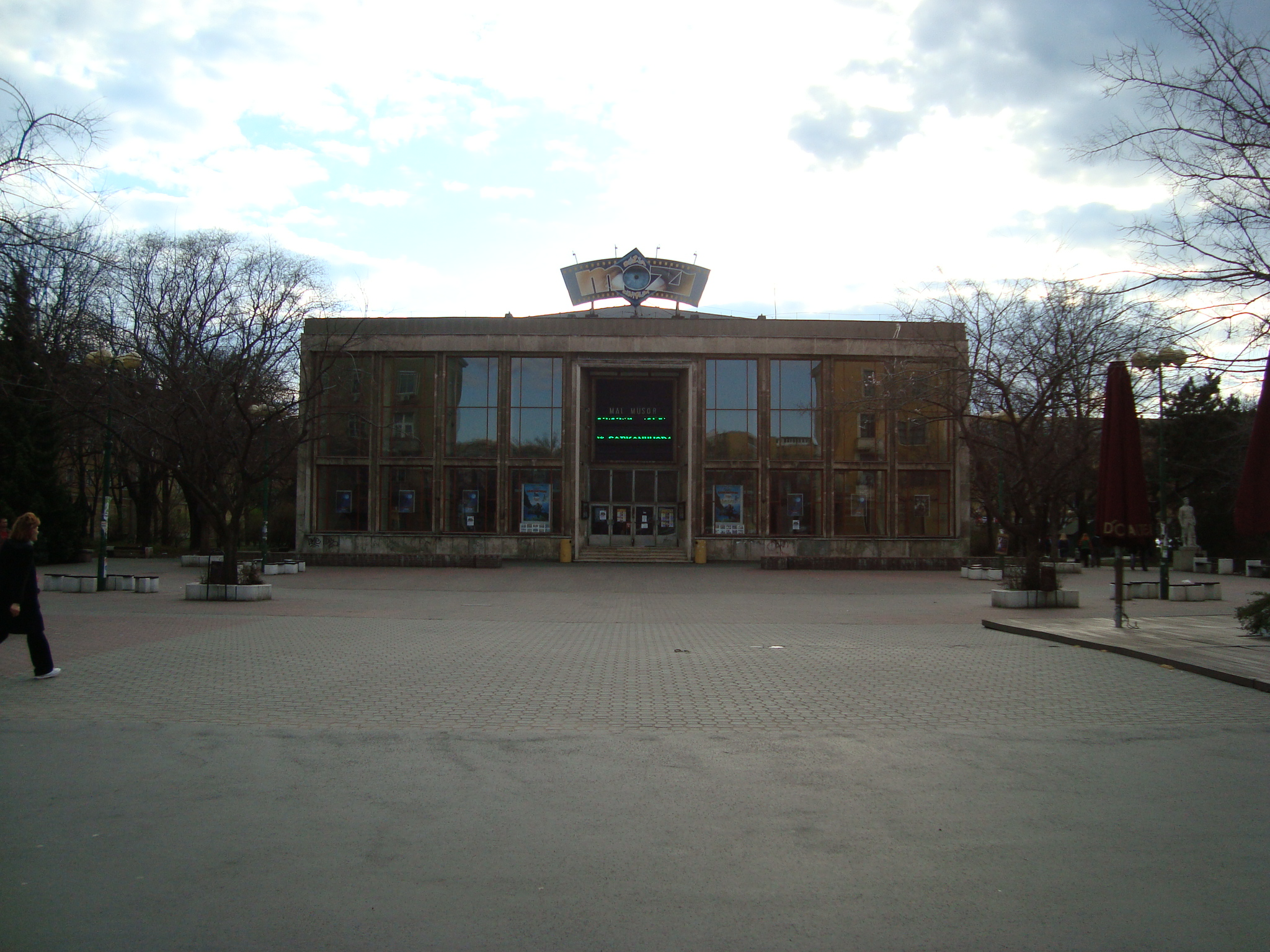
Dózsa mozi
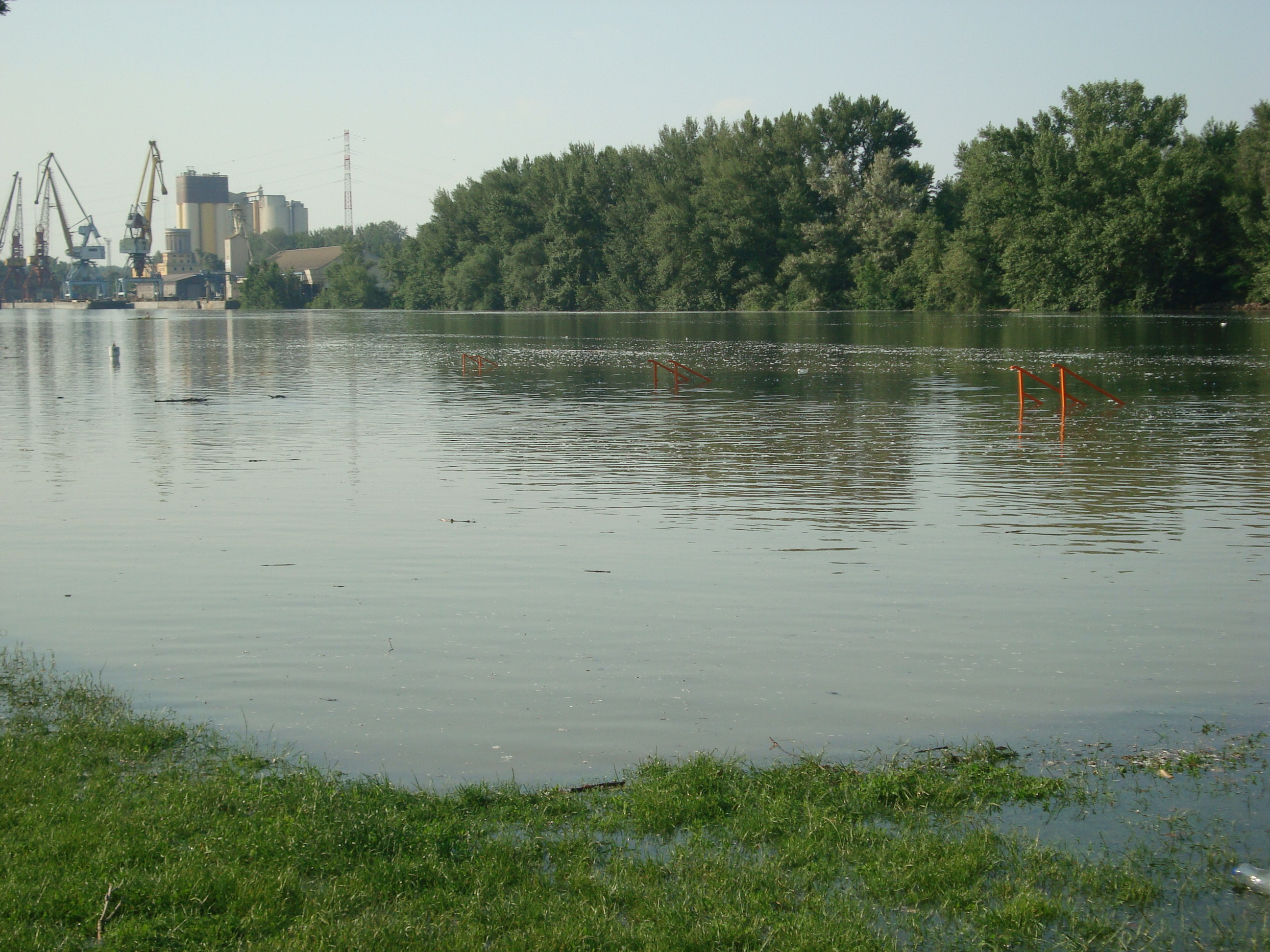
Áradás, 2010
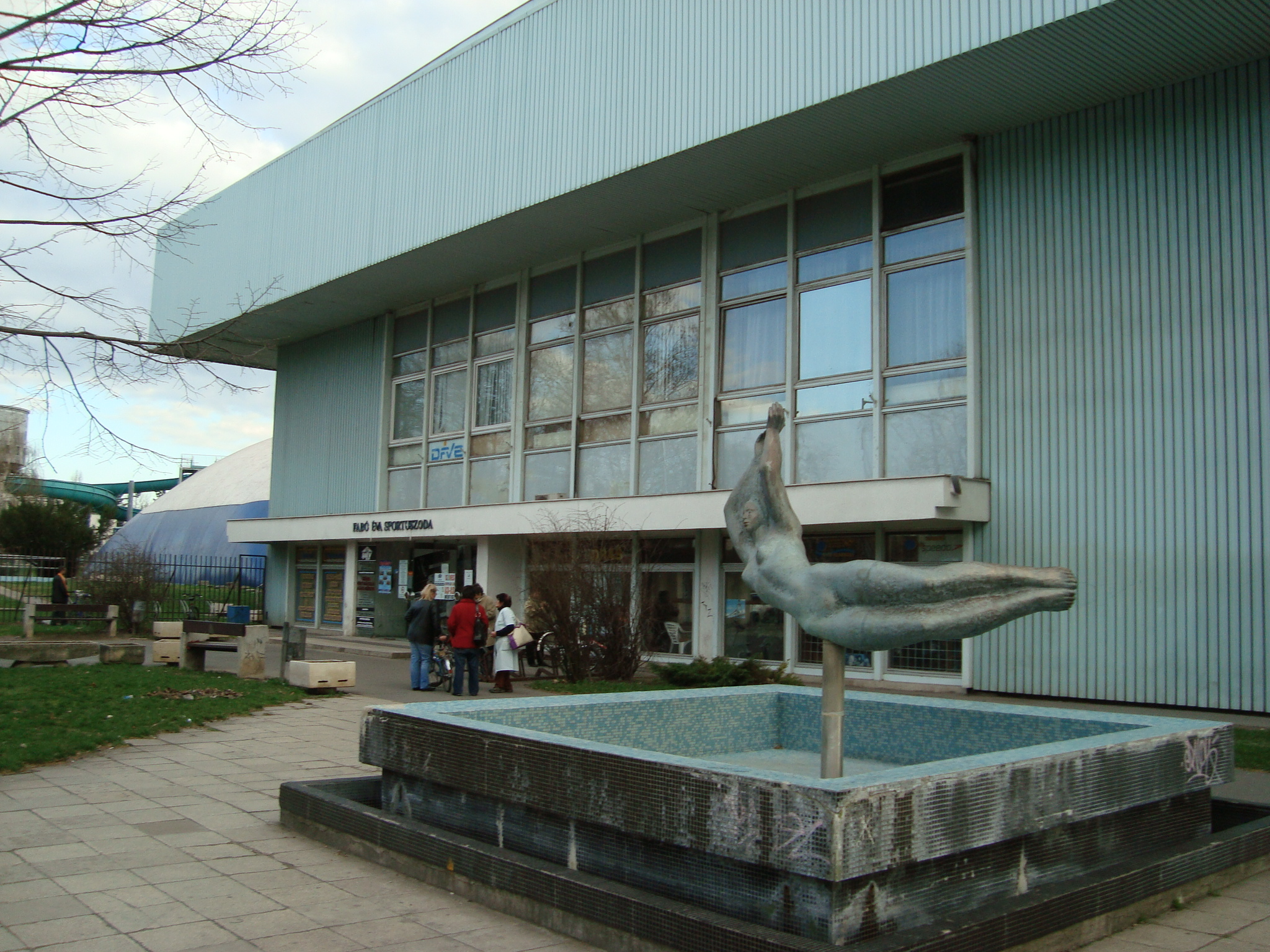
Fabó Éva Sportuszoda
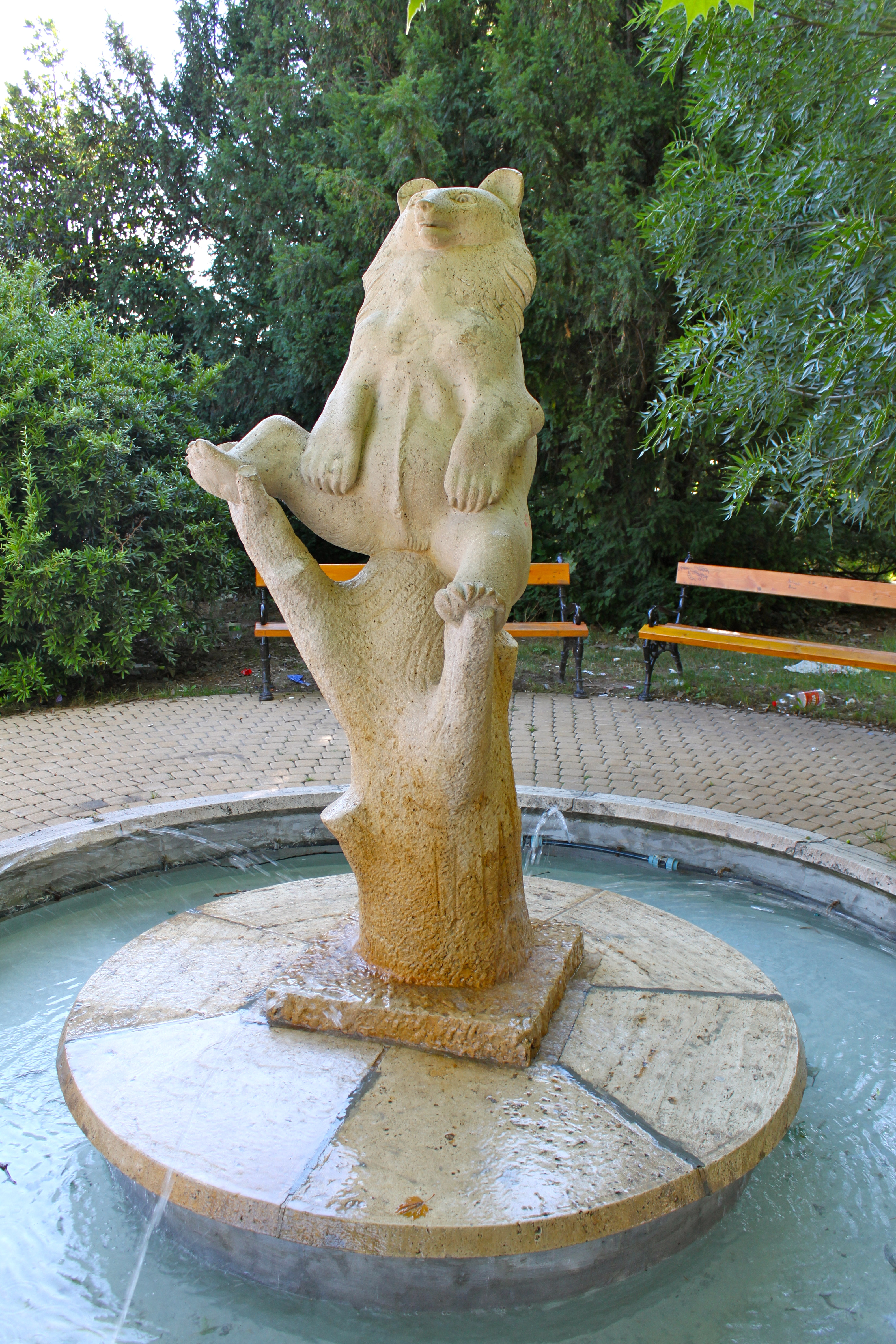
Somogyi József: Az Öntelt Mackó
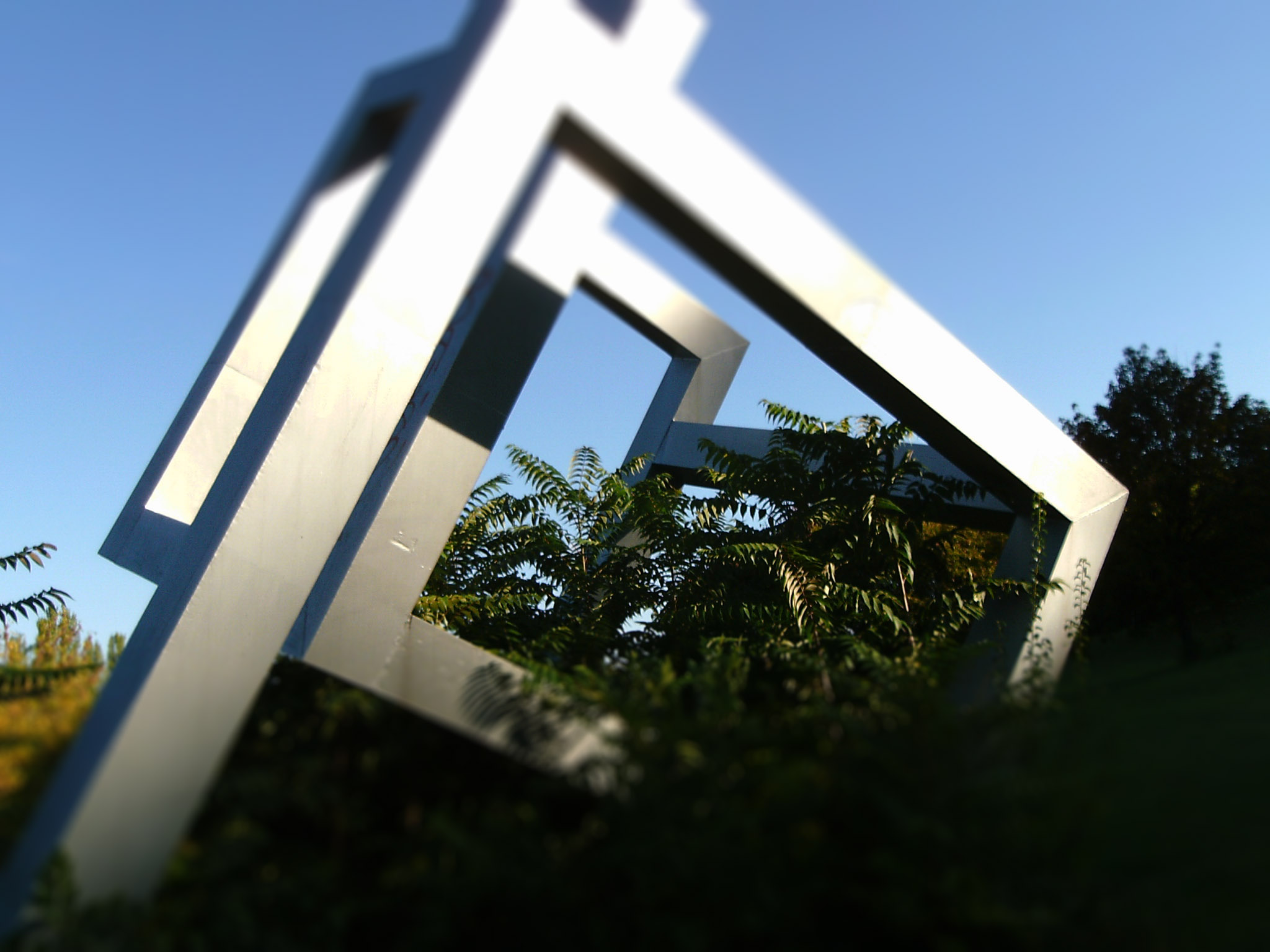
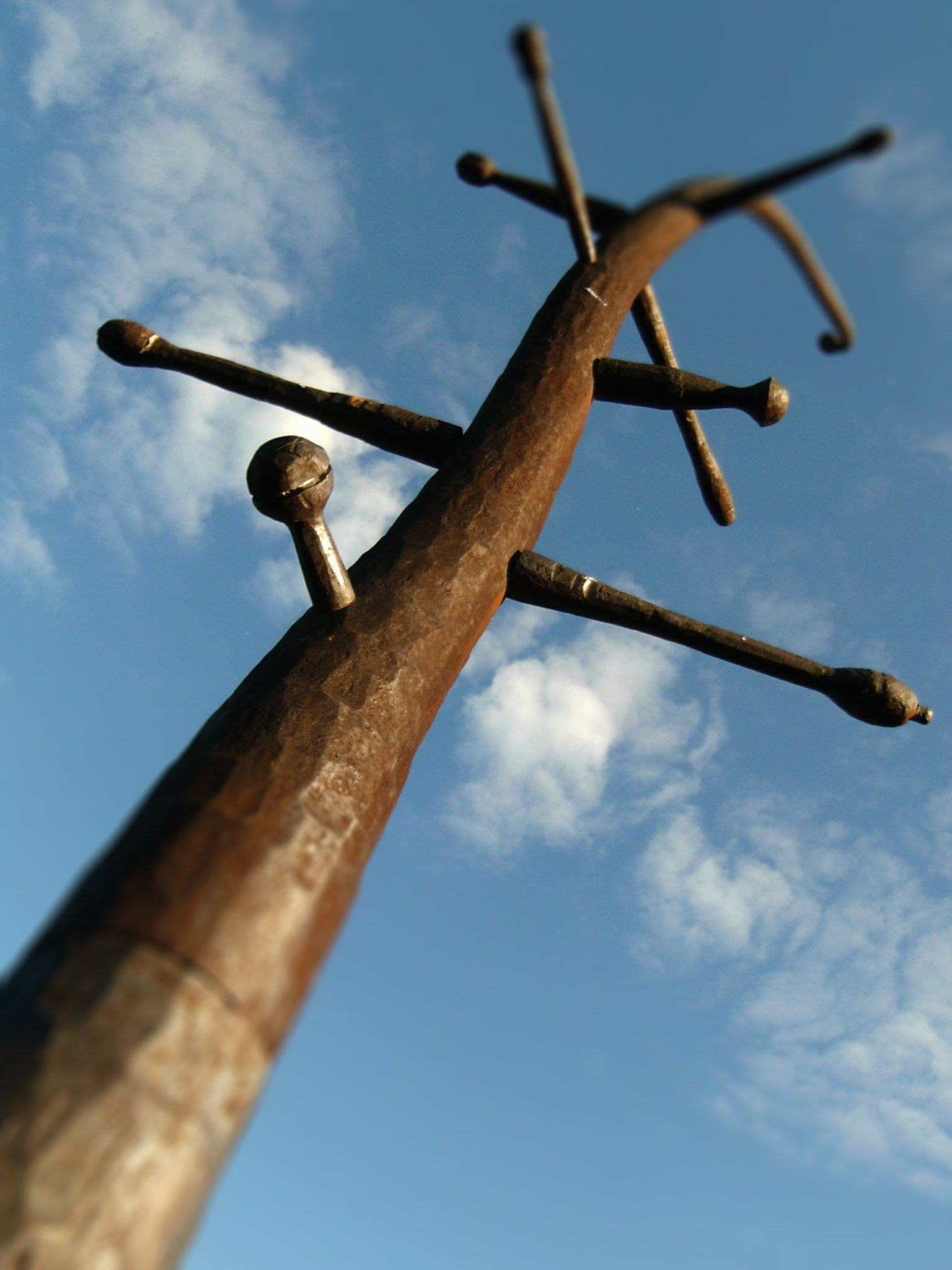
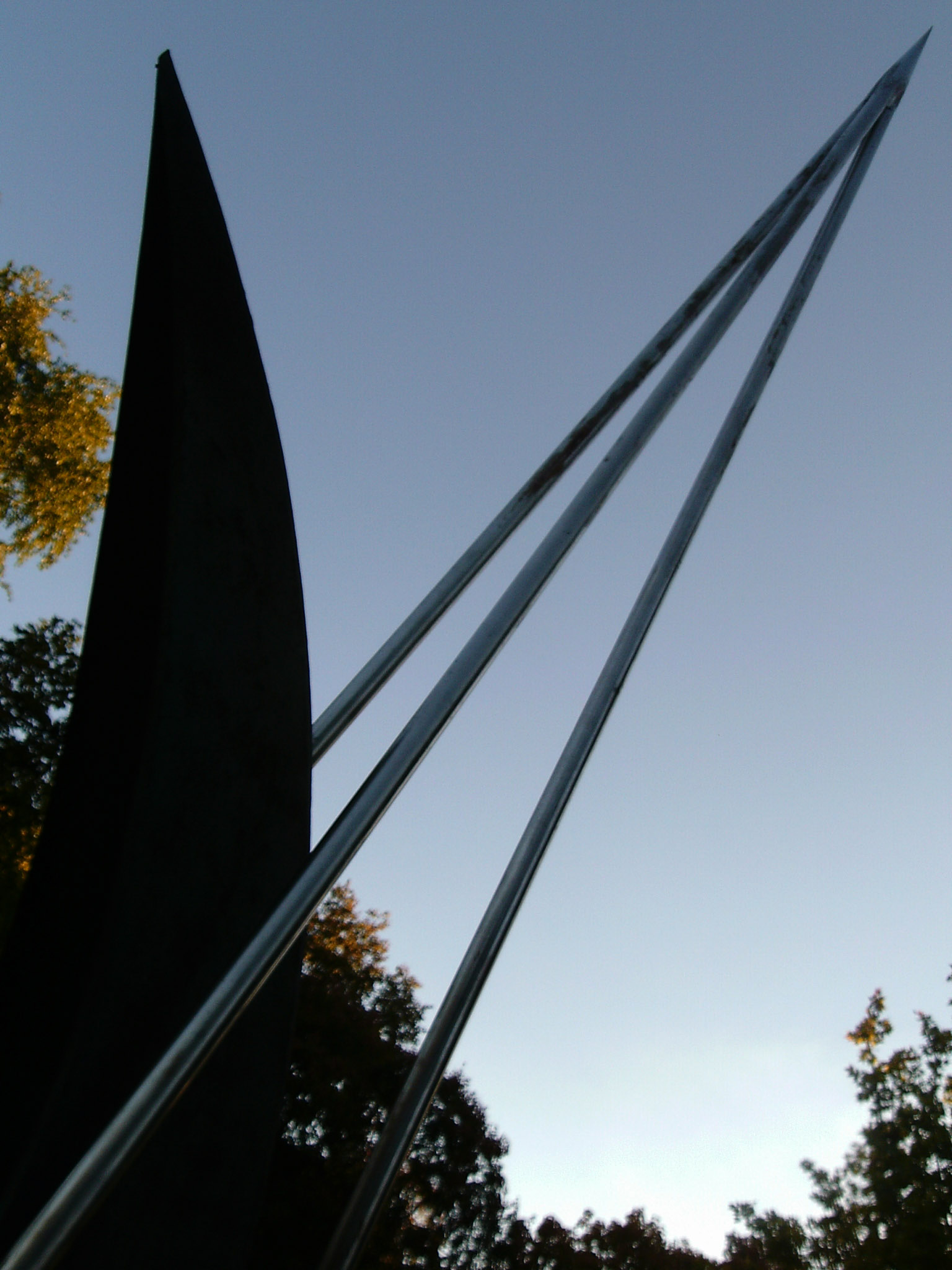
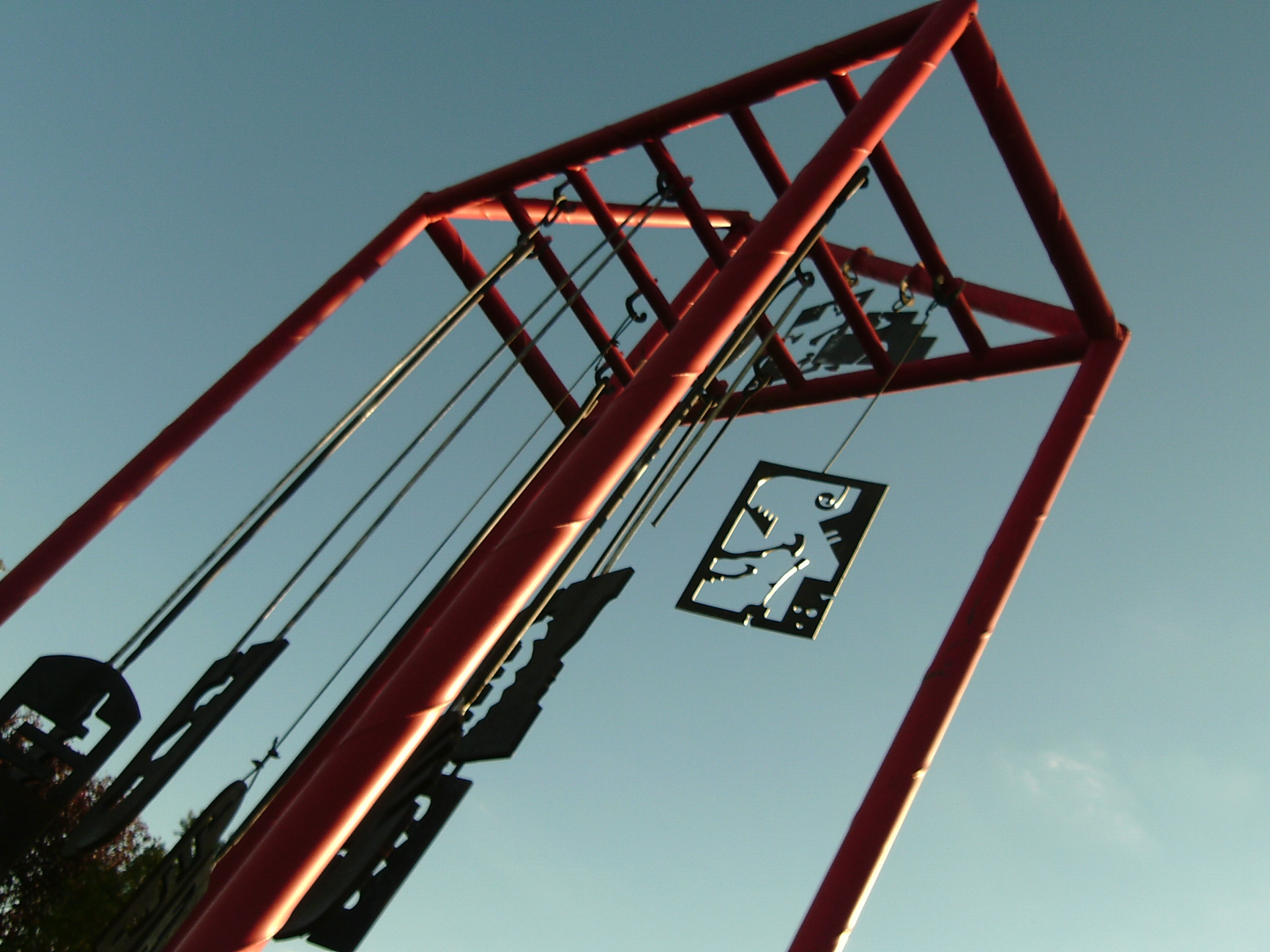
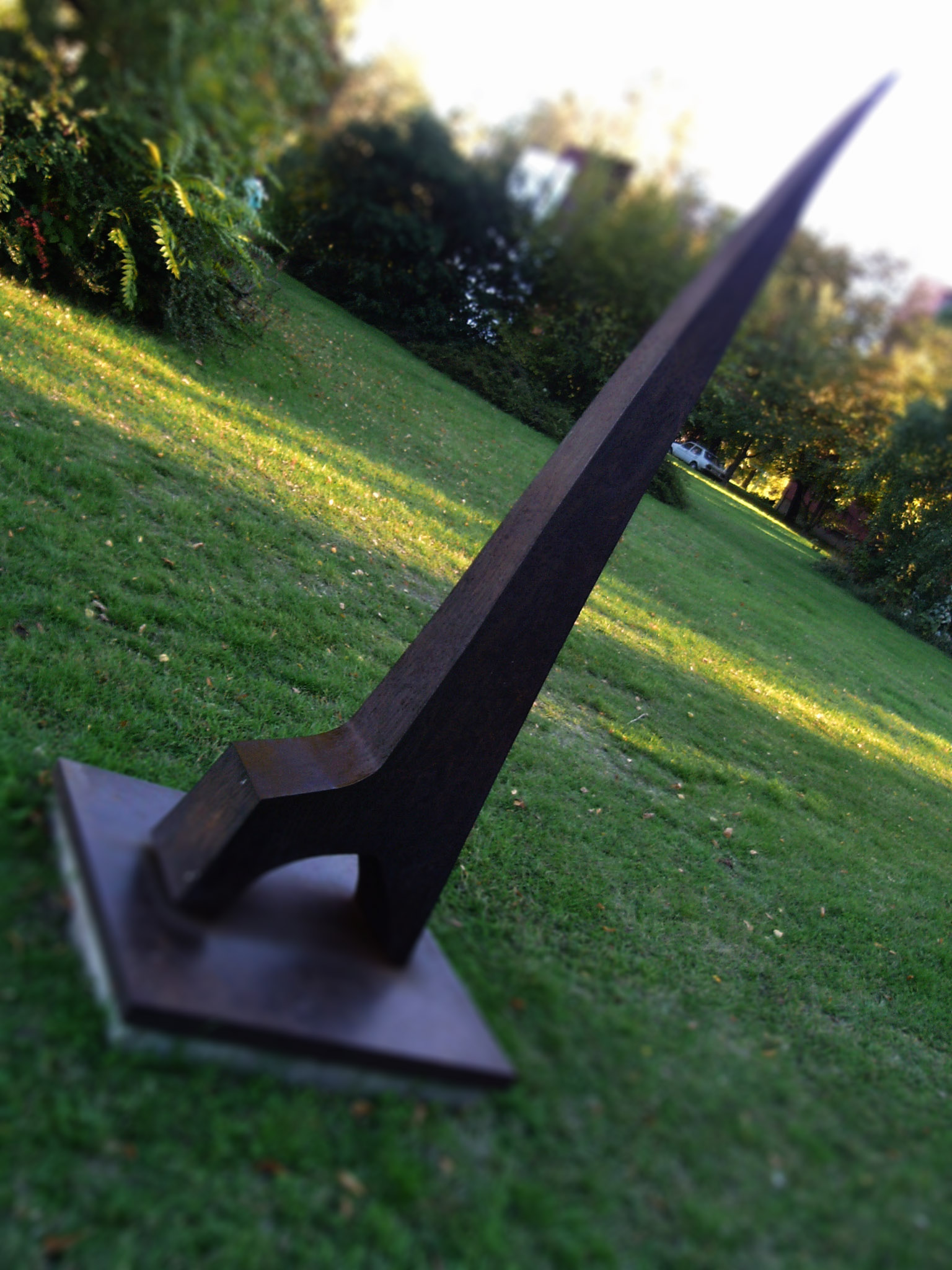
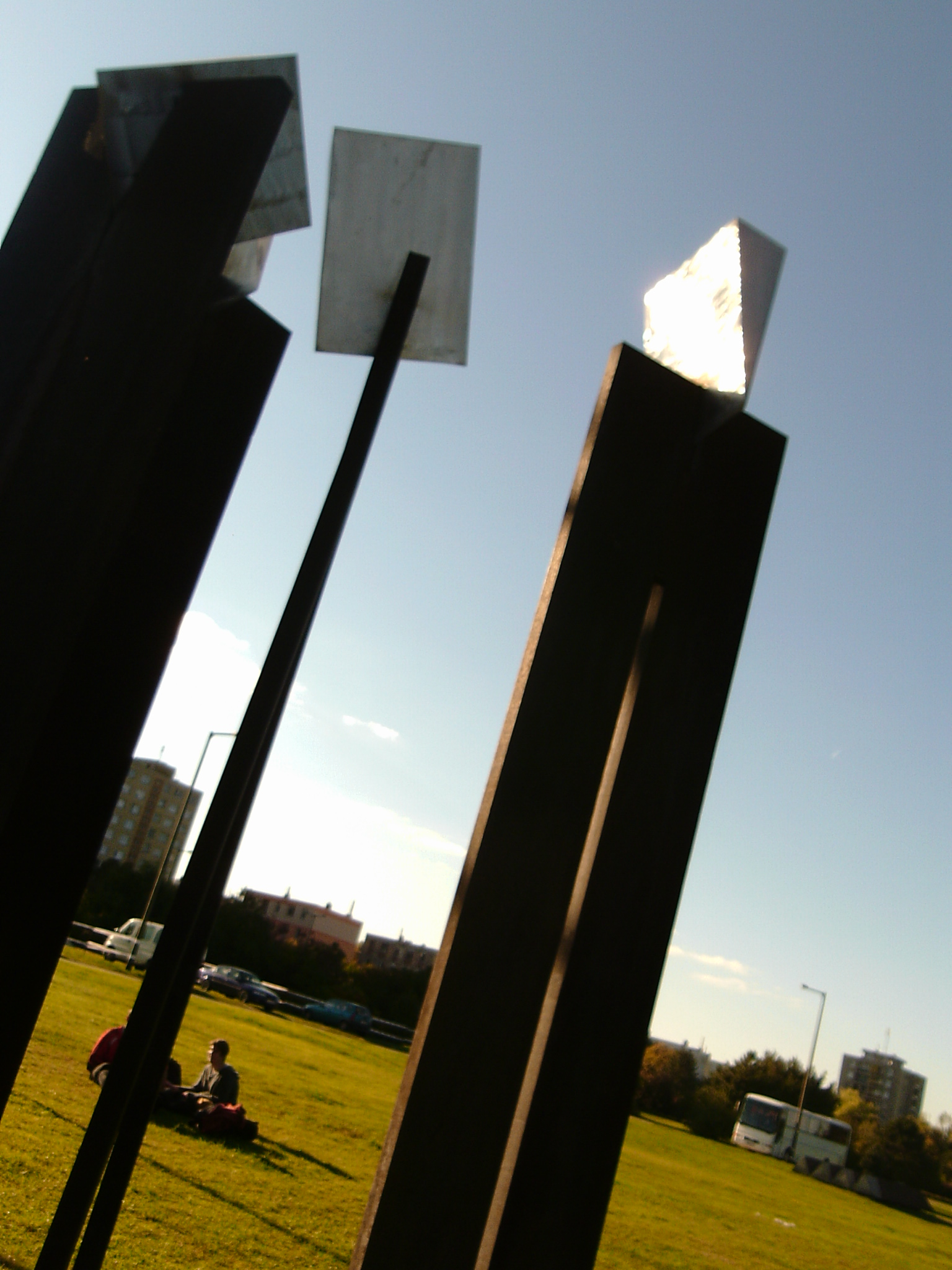